# 혼다 스텝 왜건
혼다 스텝 왜건(Honda Step WGN)은 혼다 기연 공업에서 1996년부터 현재까지 생산 중인 스테디셀러 승합차로, 오딧세이보다 더 높은 지상고로 설계되었다. 오딧세이와 CR-V에 이어 등장한 혼다 기연 공업의 1990년대 RV 시리즈인 크리에이티브 무버의 3번째 차종이다. 일본 내수 전용 차종이나, 홍콩에서도 판매되고 있다.

## 1세대

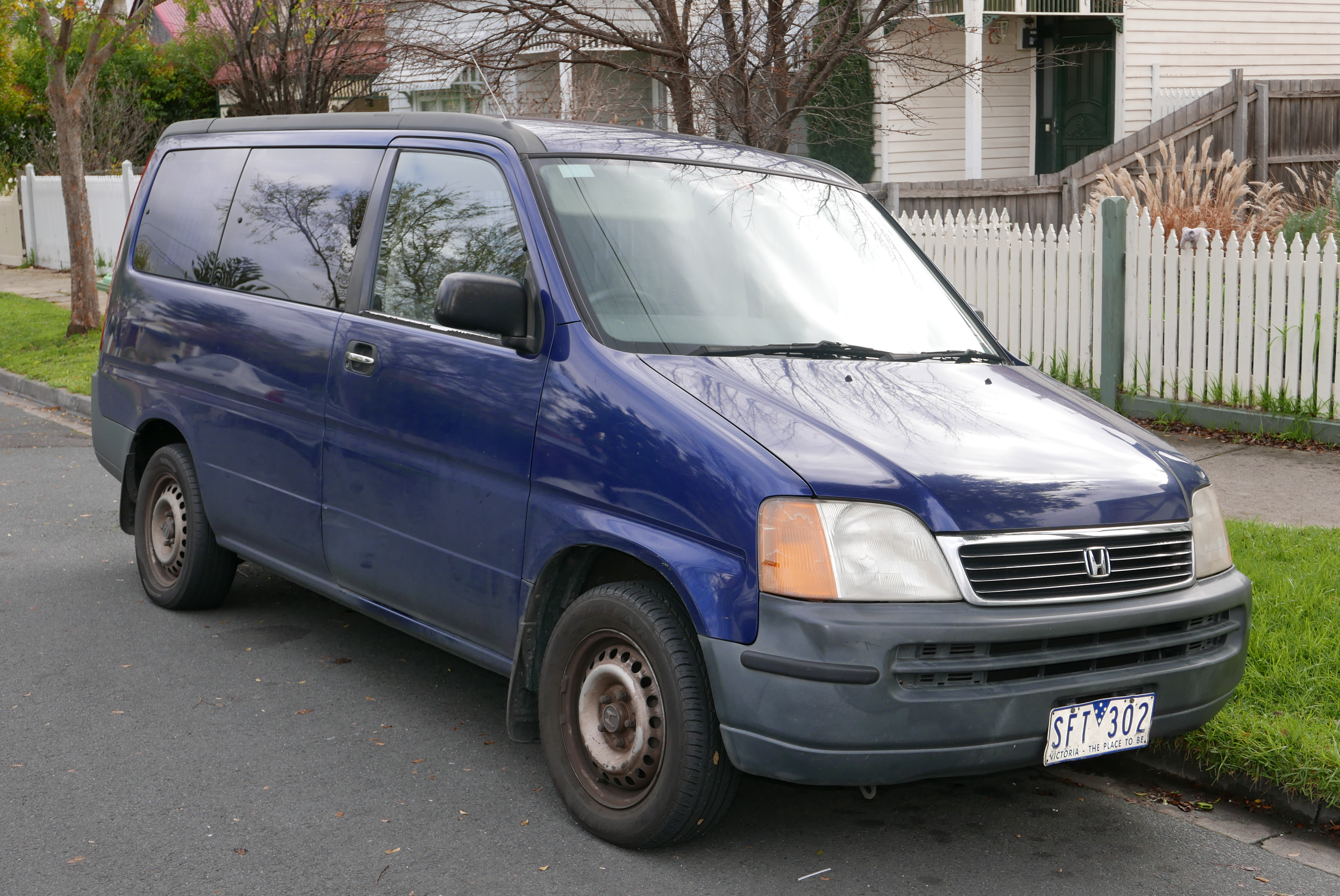
혼다 스텝 왜건(전기형) 정측면

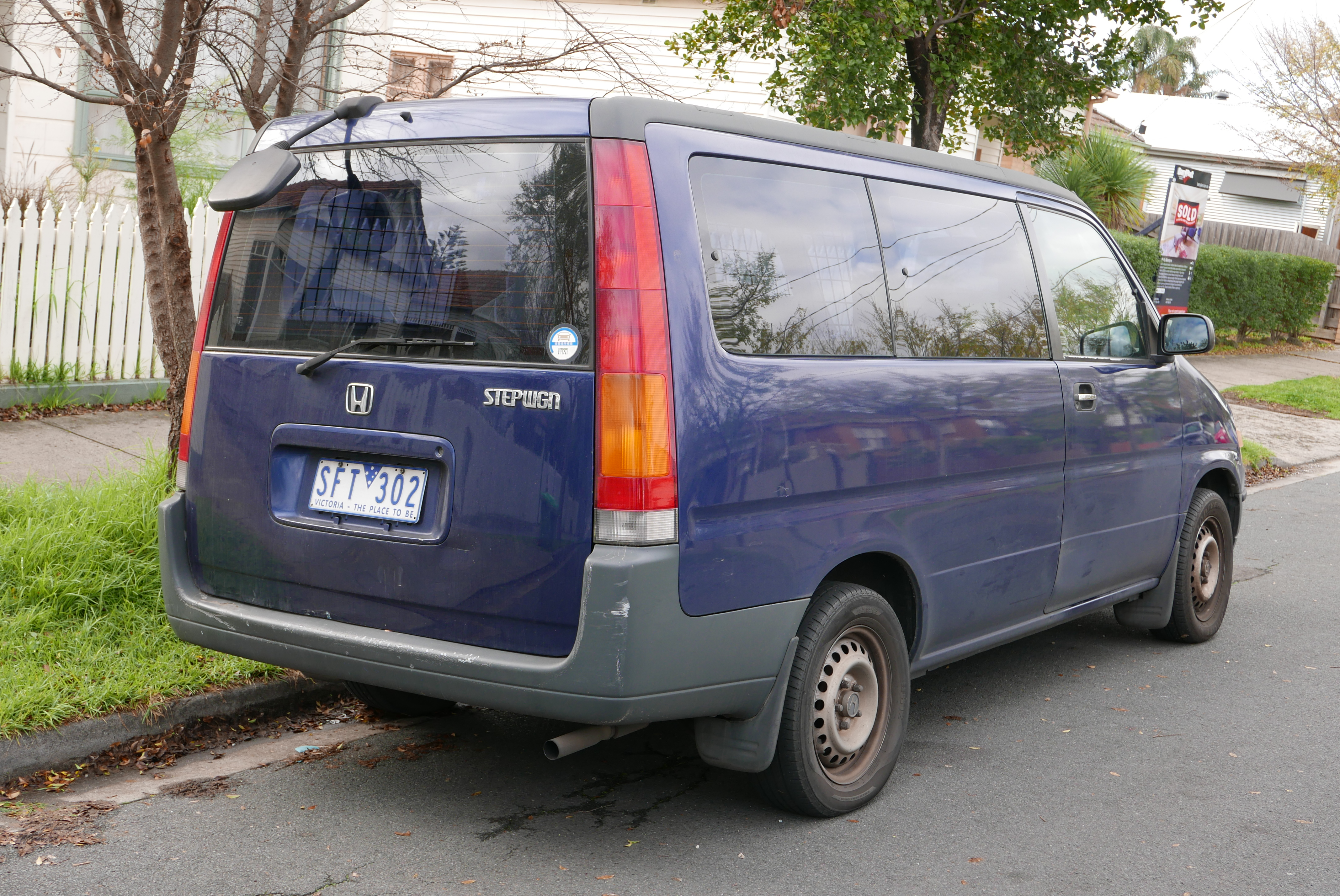
혼다 스텝 왜건(전기형) 후측면

1995년에 개최된 도쿄 모터쇼에서 공개된 F-MX 컨셉트카를 양산화했으며, 1996년 5월 8일에 출시되었다. 비용 절감을 위해 2.0L 엔진과 CVT의 단일 조합에 금속 부품의 비중을 줄였으며, 시빅의 플랫폼을 기반으로 만들었다. 8인승까지 있었다. 1997년에는 유압 리프트식 시트 승강 장치를 갖춘 알마스 트림을 라인업에 추가하고, ABS와 듀얼 에어백을 기본 장비로 장착하는 등 상품성을 개선했다. 1998년 1월 22일에는 팝업식 텐트를 장착해 캠핑카의 성격을 가미한 필드 덱이 라인업에 추가되었다. 1999년 5월 20일에는 헤드 램프 디자인과 뒷 번호판 위치를 변경하는 등 페이스 리프트를 거쳤다.

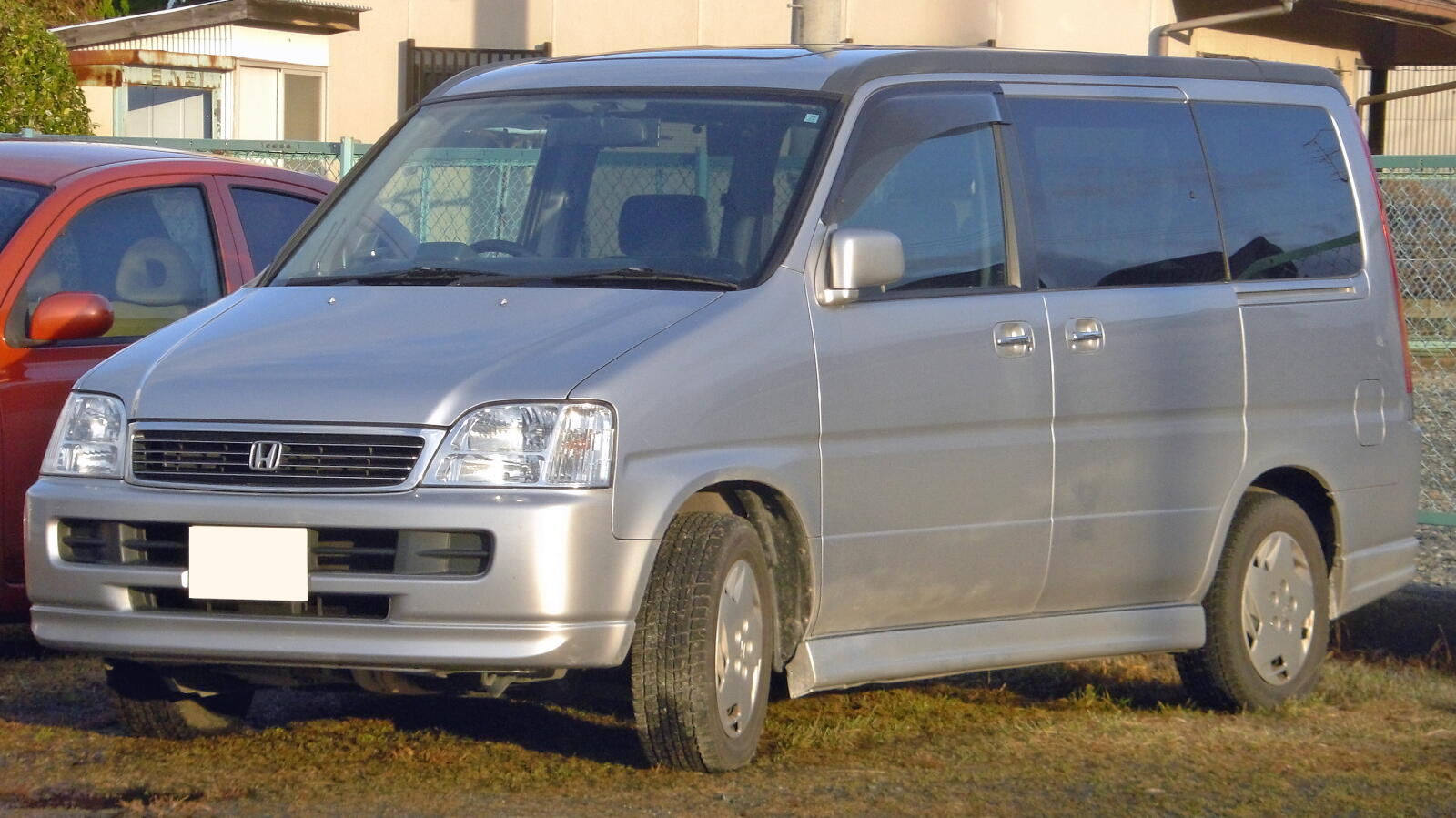
혼다 스텝 왜건(후기형) 정측면
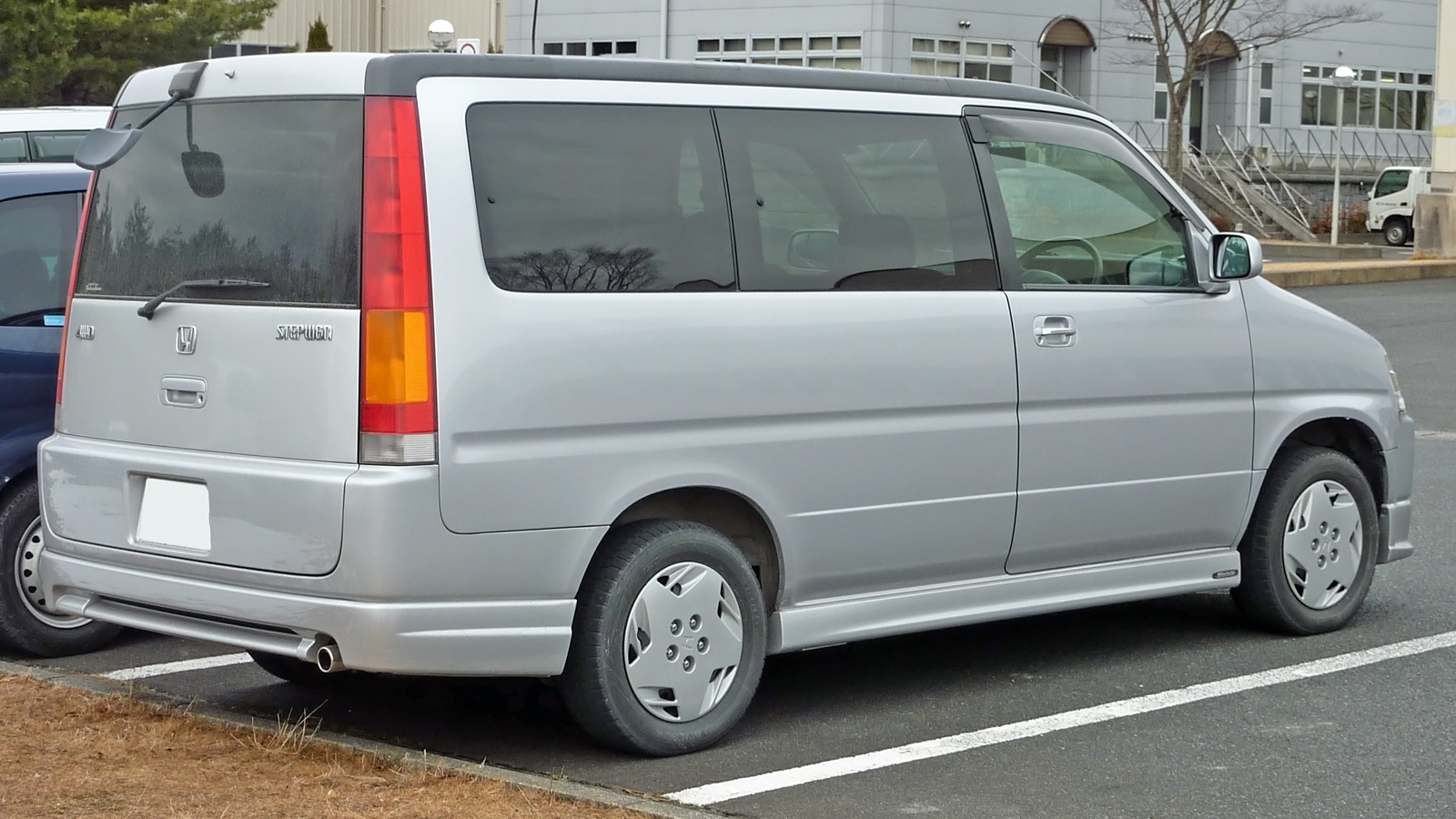
혼다 스텝 왜건(후기형) 후측면
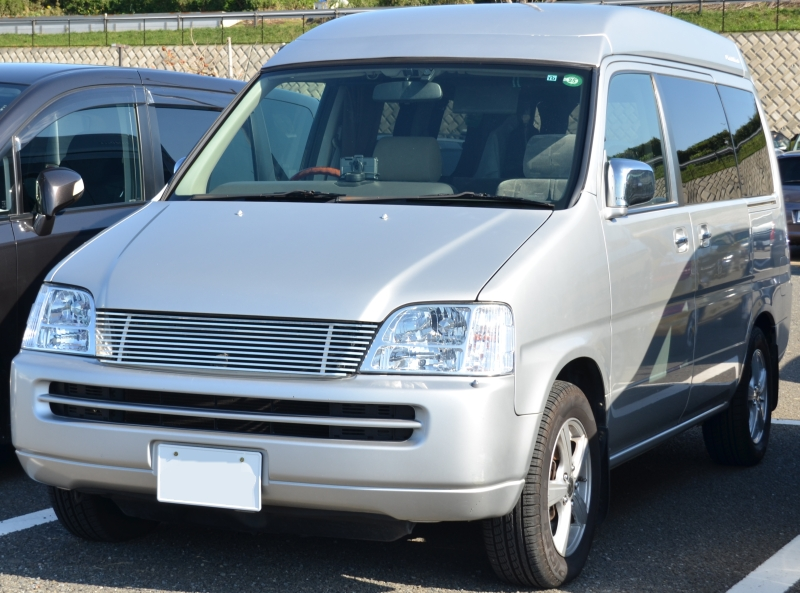
혼다 스텝 왜건 필드덱 정측면
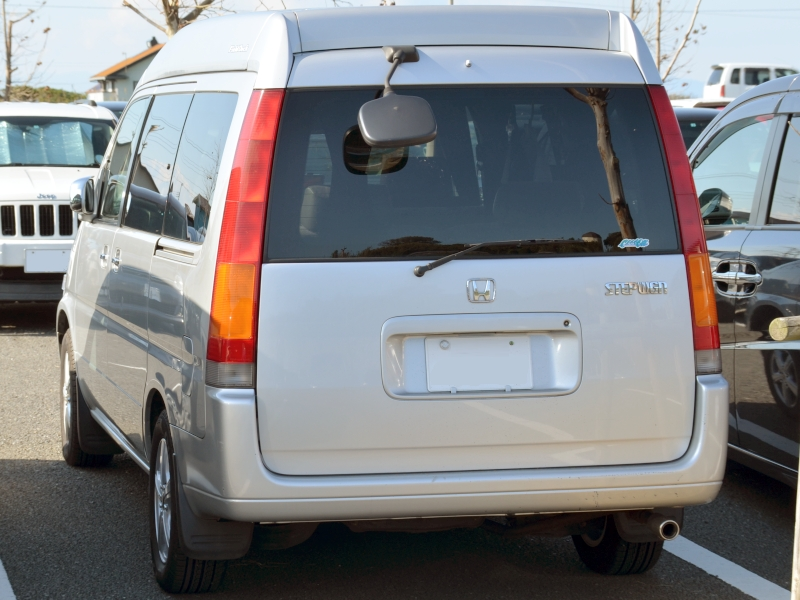
혼다 스텝 왜건 필드덱 후측면

## 2세대

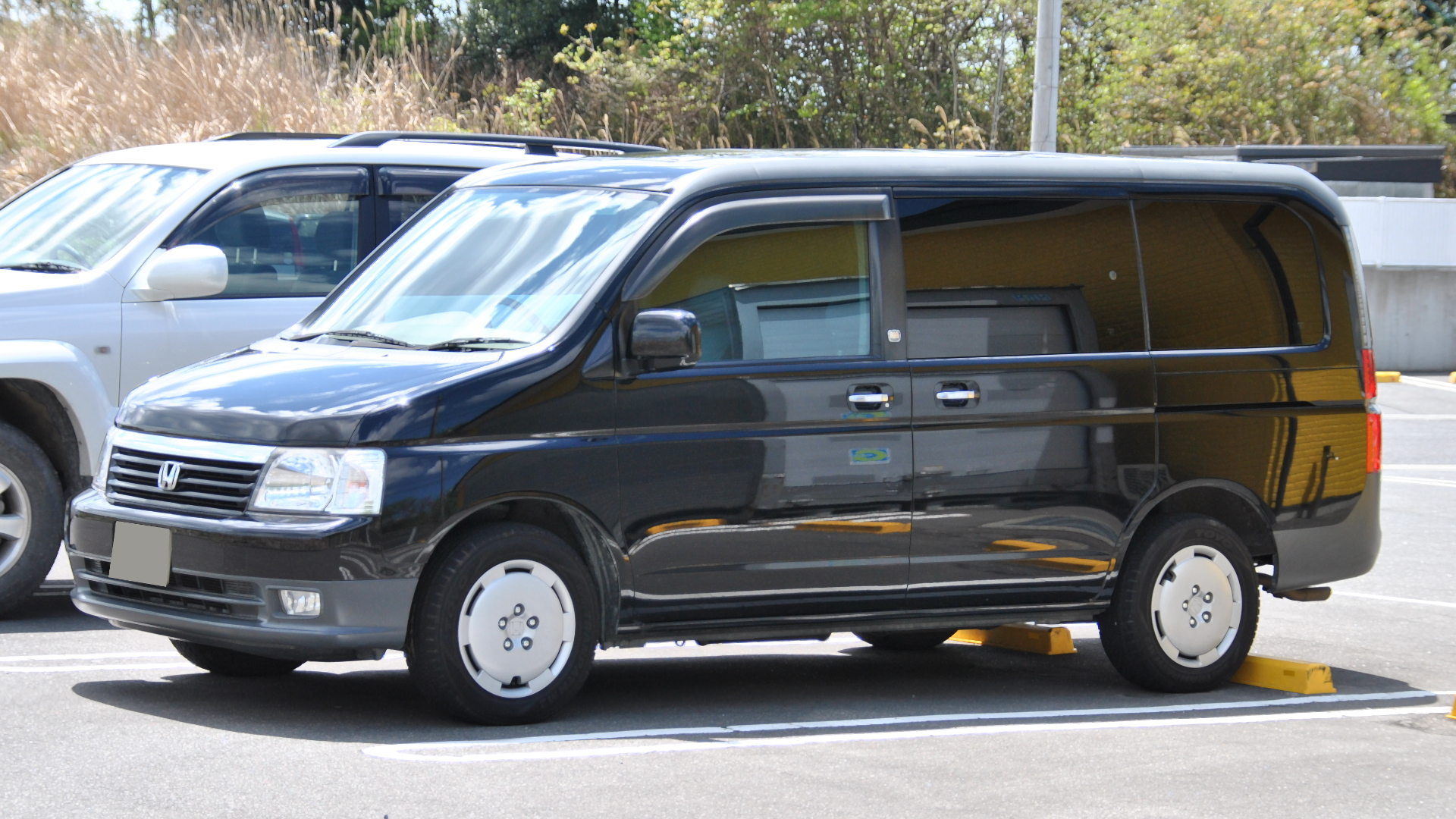
혼다 스텝 왜건(전기형) 정측면

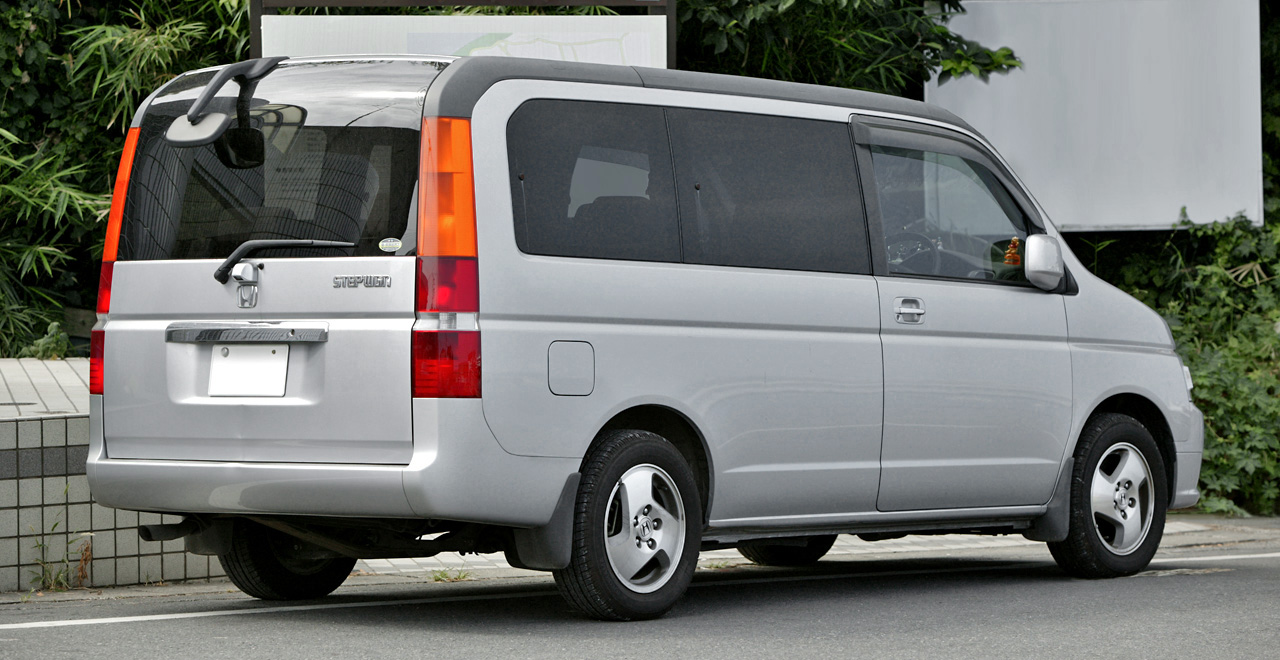
혼다 스텝 왜건(전기형) 후측면

2001년 4월 5일에 출시한 2세대는 1세대의 디자인 요소들을 계승했다. 가족과 어린이들을 초점에 둔 시트 배치 4가지(Play-Food-Sleep-Cargo 모드)가 제공되었으며, 새로운 2.0L 엔진을 장착해 연비와 성능을 모두 끌어올렸다. 제 37회 도쿄 모터쇼가 있었던 2003년 6월 5일에는 다른 혼다 차량들과 맥을 같이하는 디자인으로 페이스 리프트를 거친 버전을 공개했고, 디자인을 스포티하게 손본 2.4L 엔진의 스파다를 추가했다.

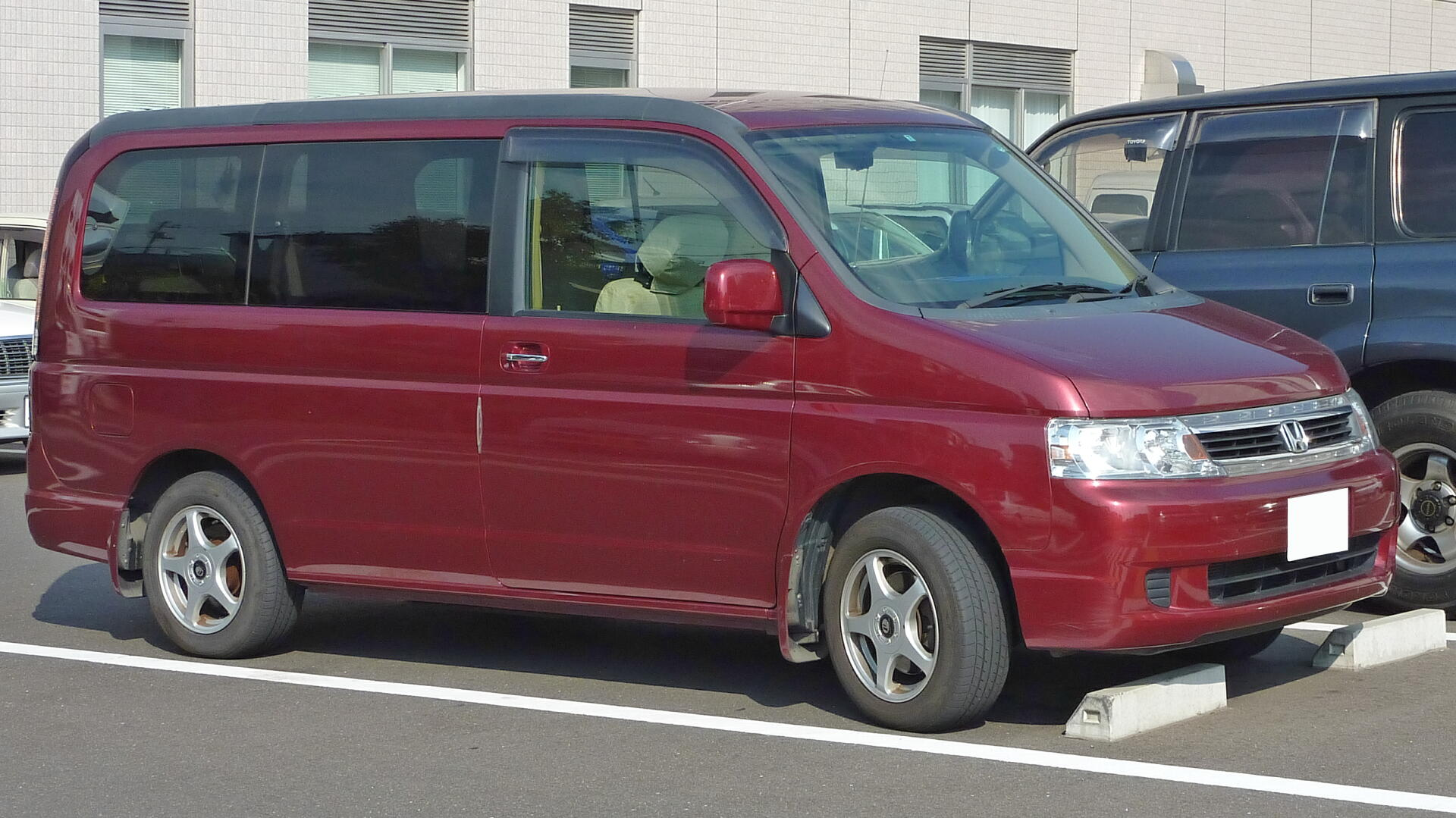
혼다 스텝 왜건(후기형) 정측면
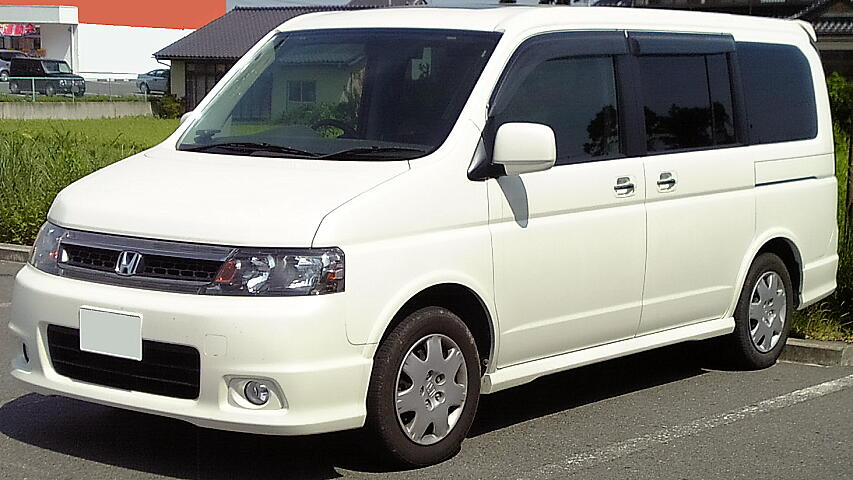
혼다 스텝 왜건 스파다 정측면
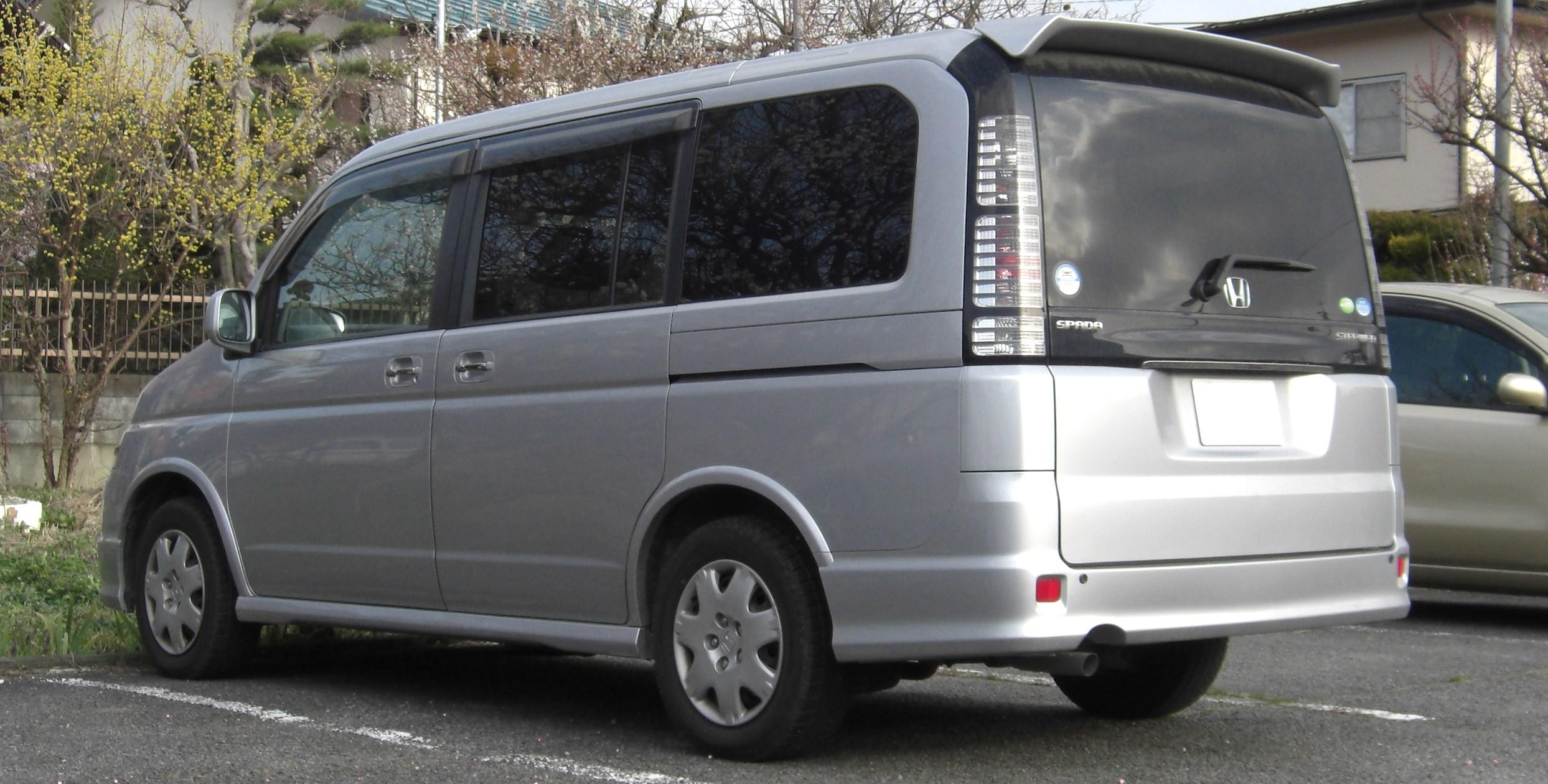
혼다 스텝 왜건 스파다 후측면

## 3세대

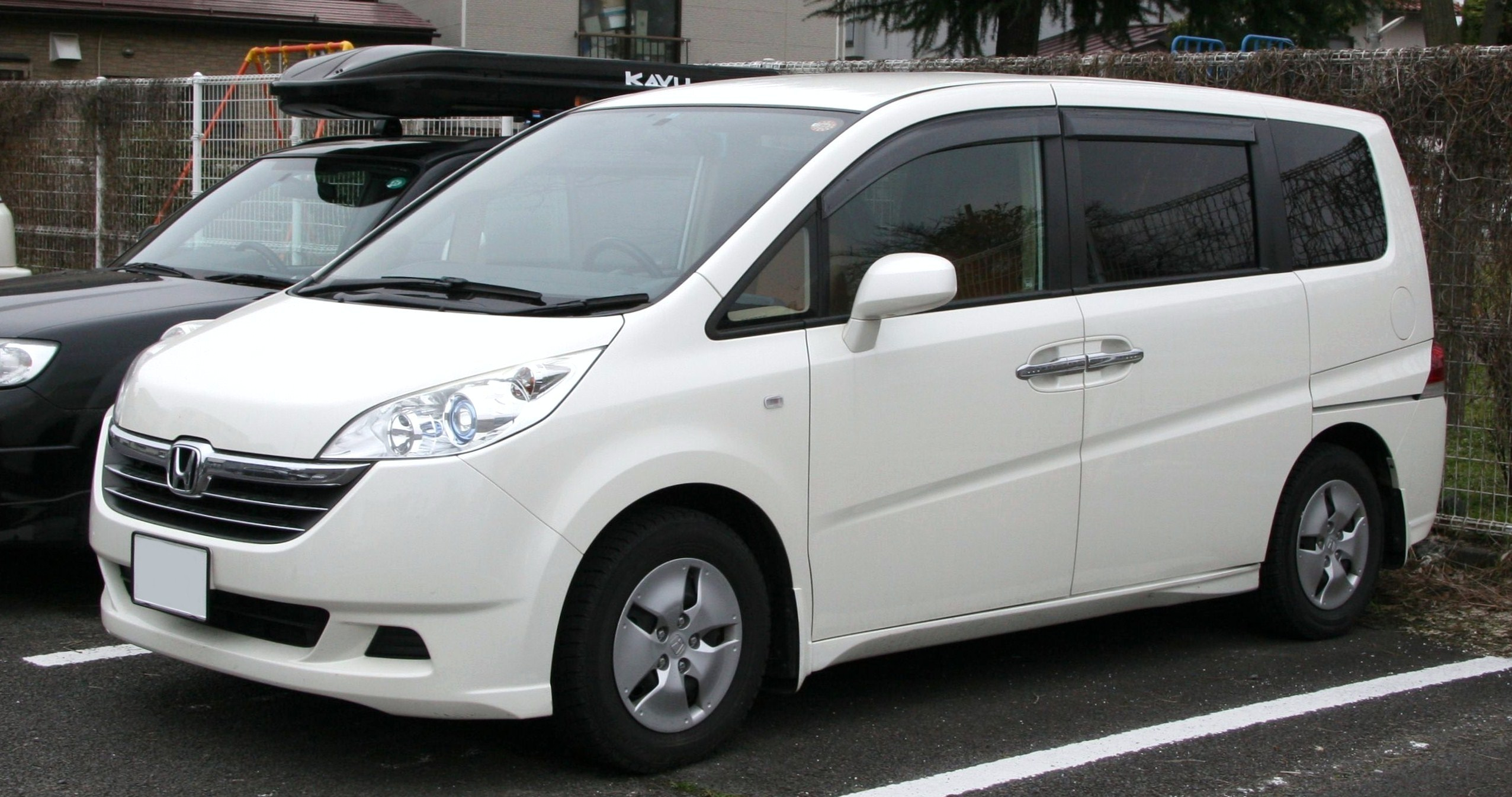
혼다 스텝 왜건(전기형) 정측면

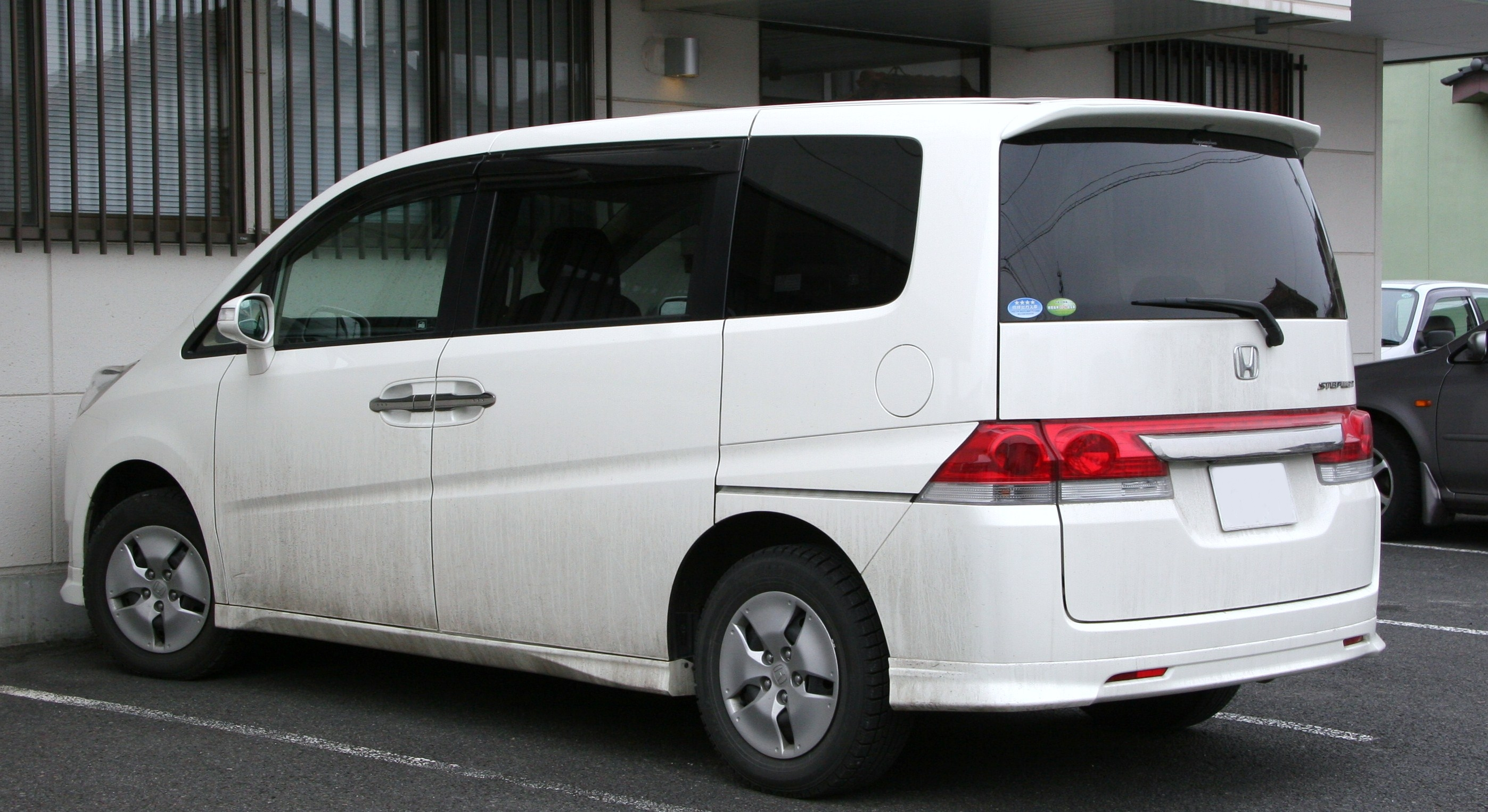
혼다 스텝 왜건(전기형) 후측면

2005년 5월 26일에 출시한 3세대는 각진 디자인의 이전 세대와 다르게 디자인이 확연히 바뀌었으며, 듀얼 슬라이딩 도어가 적용되어 편의성을 높였다. 비록 시빅과 공유하는 플랫폼이기는 하지만, 세대 교체에 따라 플랫폼을 완전히 새로 개발한 덕분에 실내 공간에서 손해 보는 일 없이 이전 세대보다 크기가 더 작아졌다. 독특한 점으로는 선루프가 일본 전통 문의 형식이라는 것과 실내의 바닥이 평평하다는 점으로, 평평한 바닥을 만들 수 있었던 것은 새 플랫폼의 개발과 더불어 얇은 플라스틱 연료탱크를 개발해 장착한 덕분이다. 또한 일부 트림은 바닥이 나무결 옵션이 있었다. 2.0L 엔진과(자동 4단) 2.4L(전륜구동은 CVT, 4륜구동은 자동 5단) 엔진이 있었고, 2.4L 엔진은 스파다 트림뿐만 아니라 일반 트림에서도 선택할 수 있었다. 2007년 11월 1일에는 페이스 리프트를 거쳤으며, 후기형의 경우 2.4L 엔진은 스파다만 선택이 가능했다. 2008년 7월 혼다 기연 공업이 발매하는 승합차로는 최초로 초대에서 일본 내 누적 판매 대수 100만대를 달성했으며, 이를 기념하기 위해 특별 트림인 스마트 스타일 에디션과 HDD 내비게이션 스마트 스타일 에디션을 선보였다. 후자는 스마트 스타일 에디션 특수 장비 뿐만 아니라 터치 패널 모니터를 채용한 HDD 인터 네비 시스템(후방 카메라 포함)을 추가 장착하였다. 또한 차체 색상은 기존의 프리미엄 화이트 펄이 아니라 엘리시온에 채용되고 있는 블루 잇슈 화이트 펄을 적용했다.

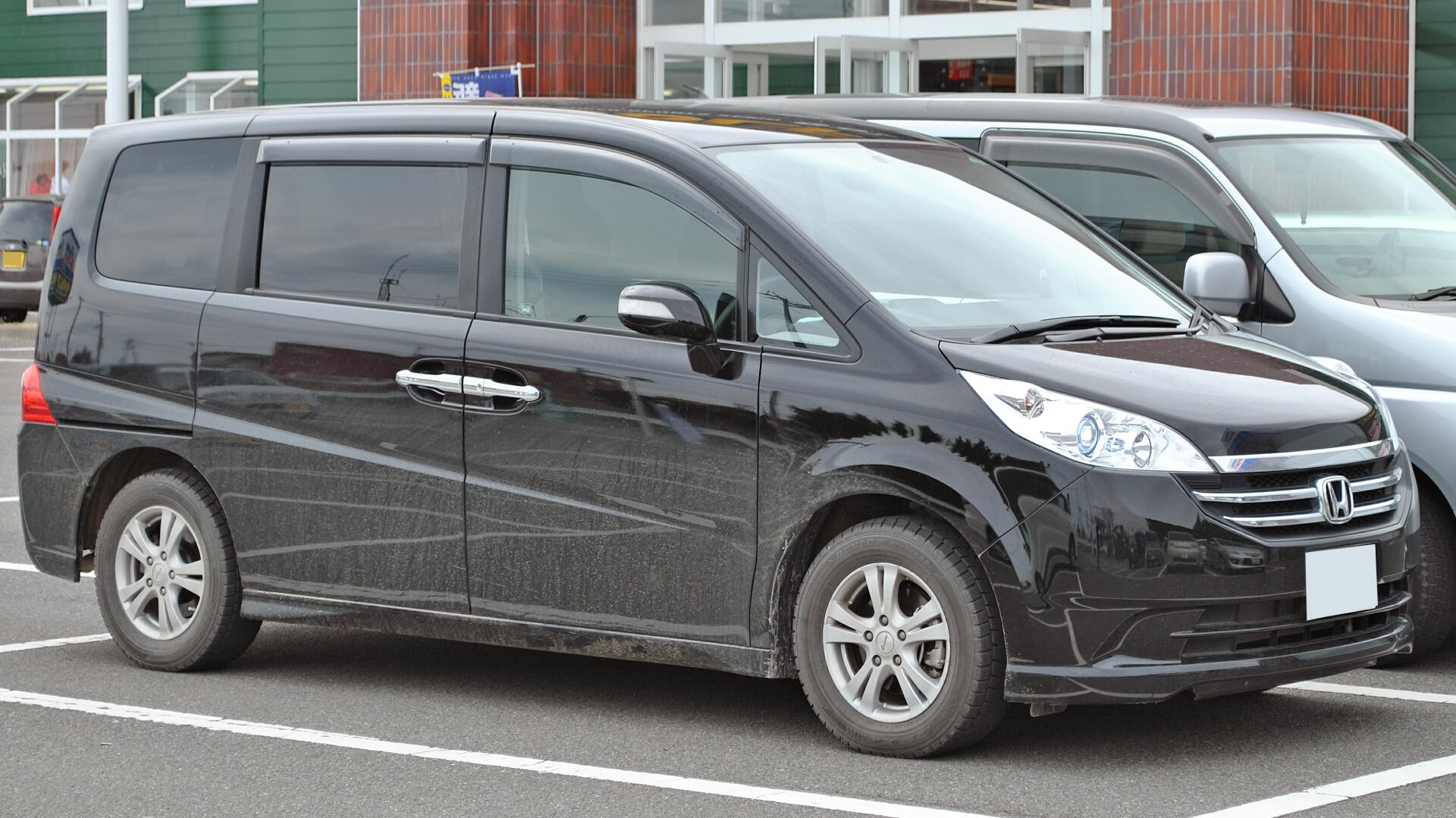
혼다 스텝 왜건(후기형) 정측면
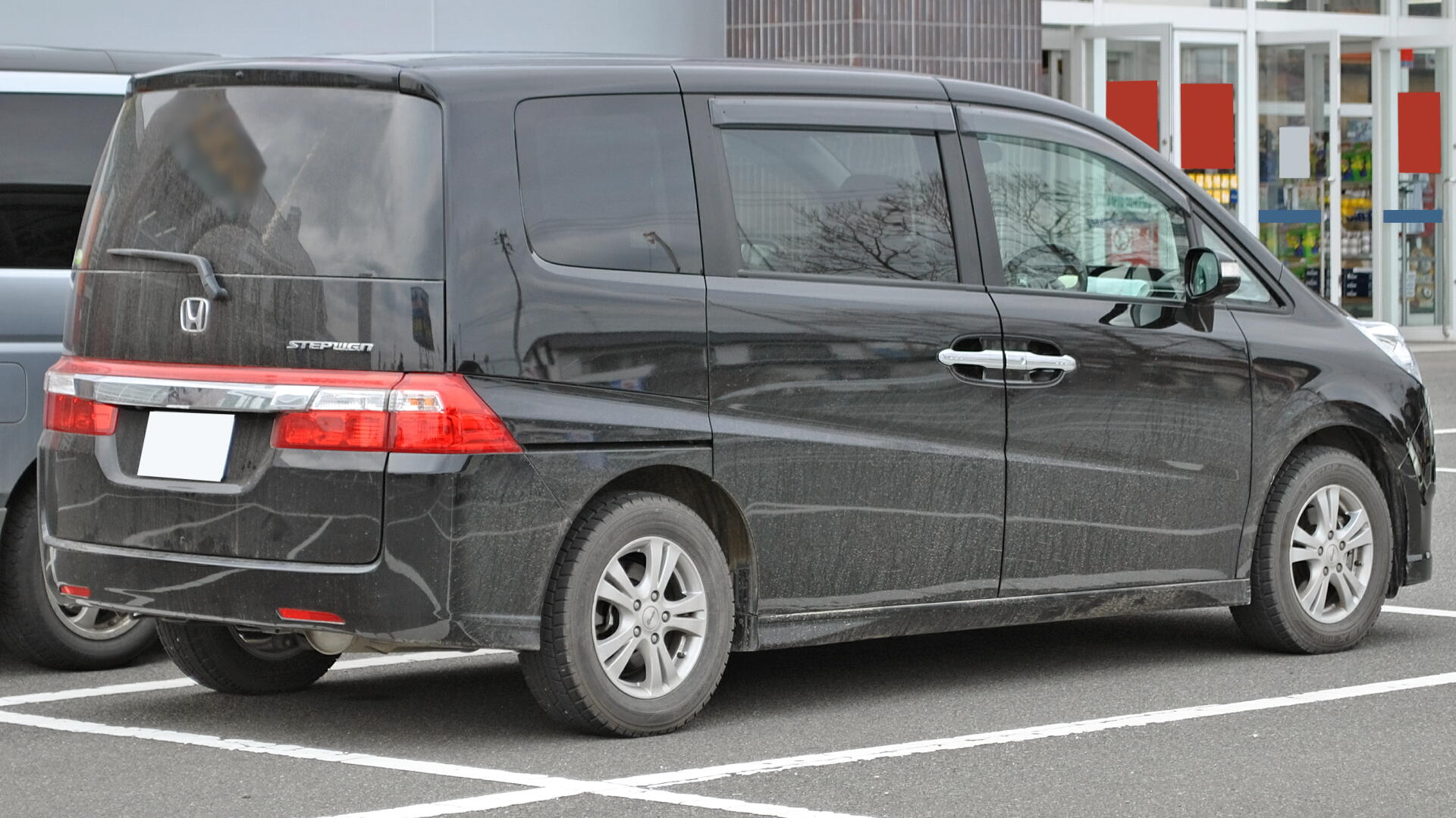
혼다 스텝 왜건(후기형) 후측면
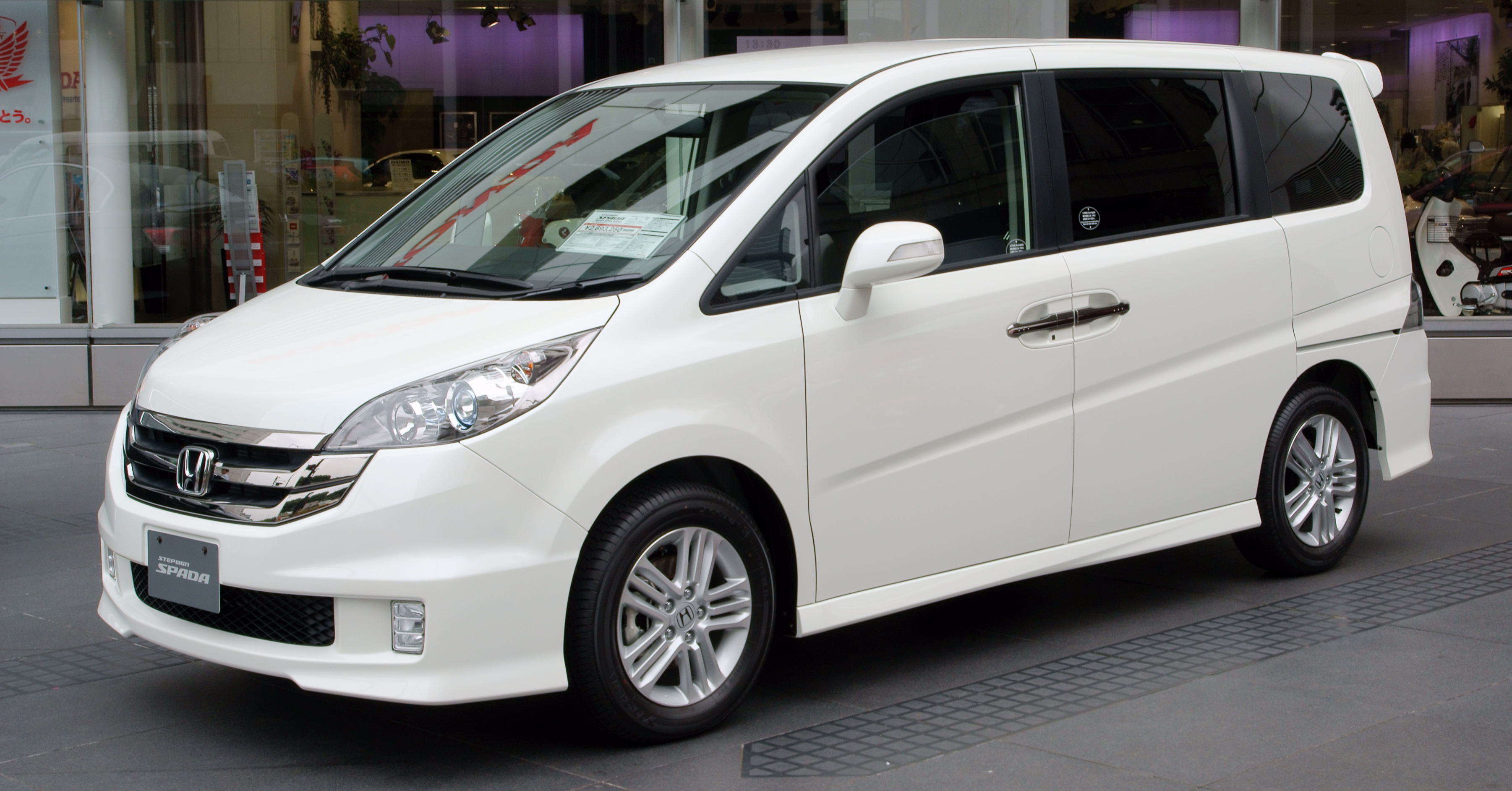
혼다 스텝 왜건 스파다 정측면
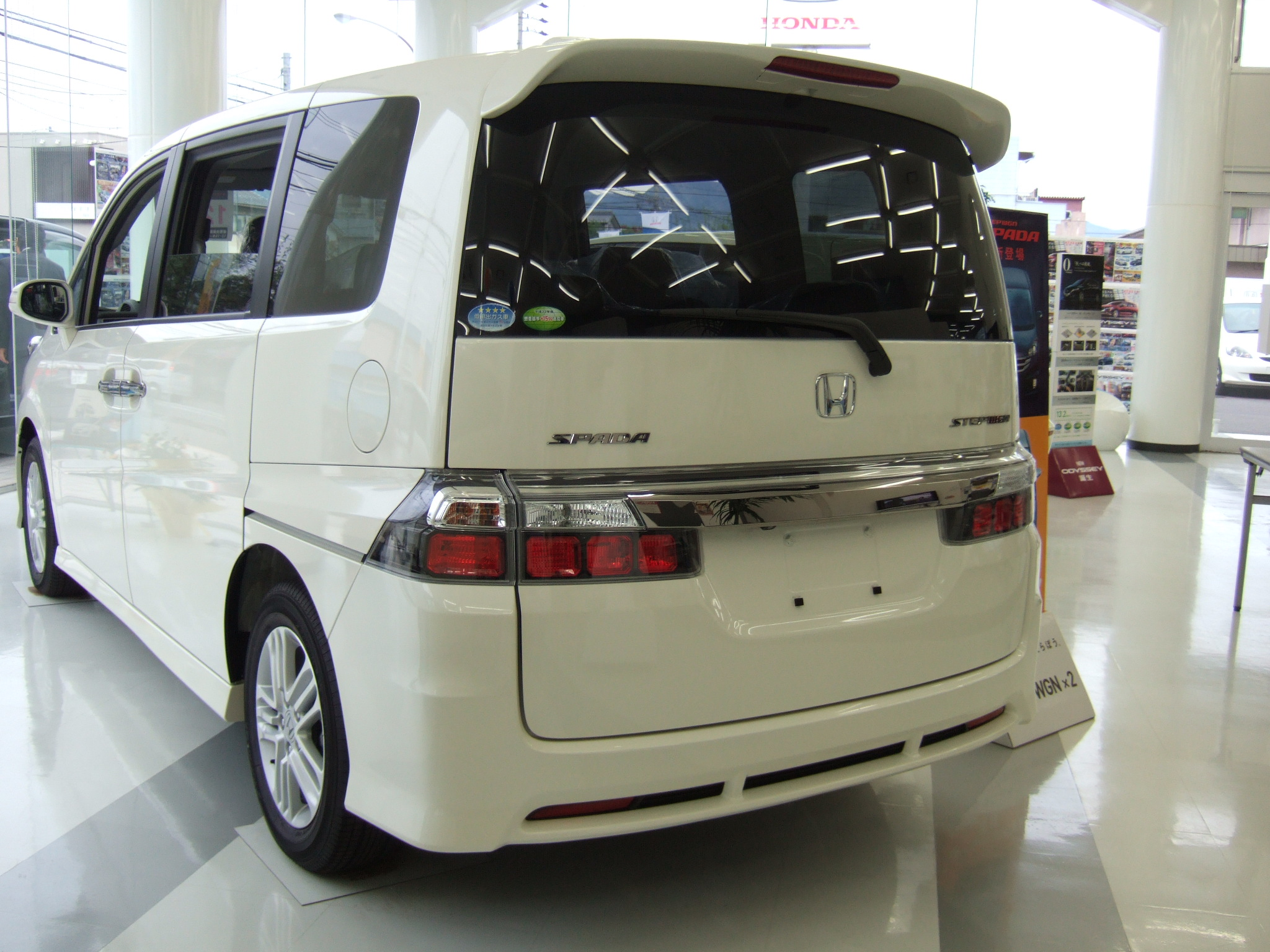
혼다 스텝 왜건 스파다 후측면
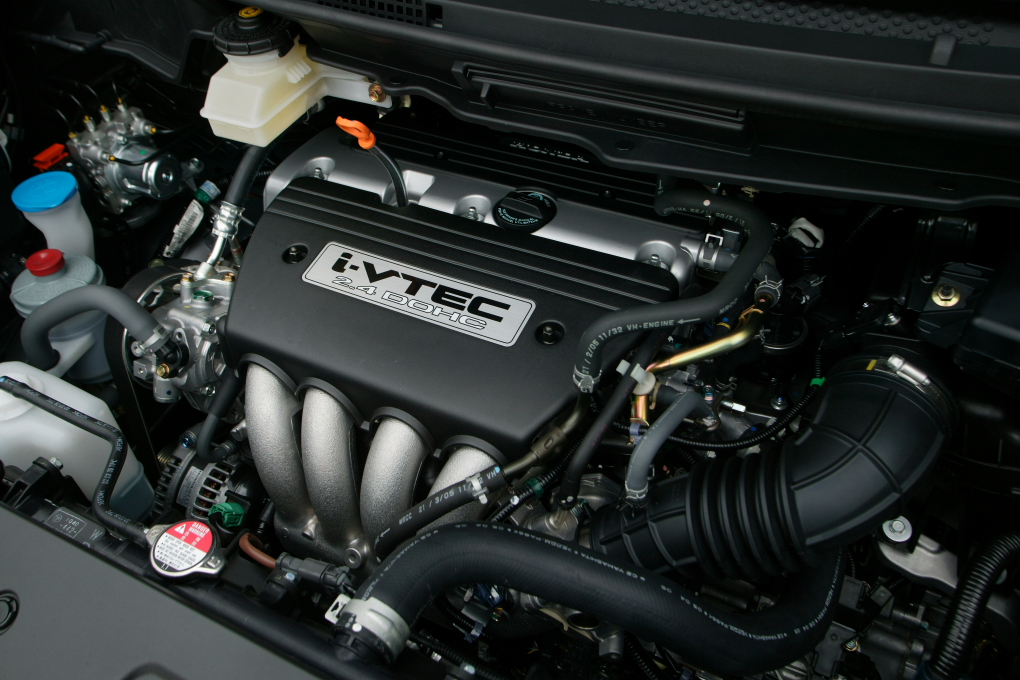
혼다 스텝 왜건 2.4L 엔진

## 4세대

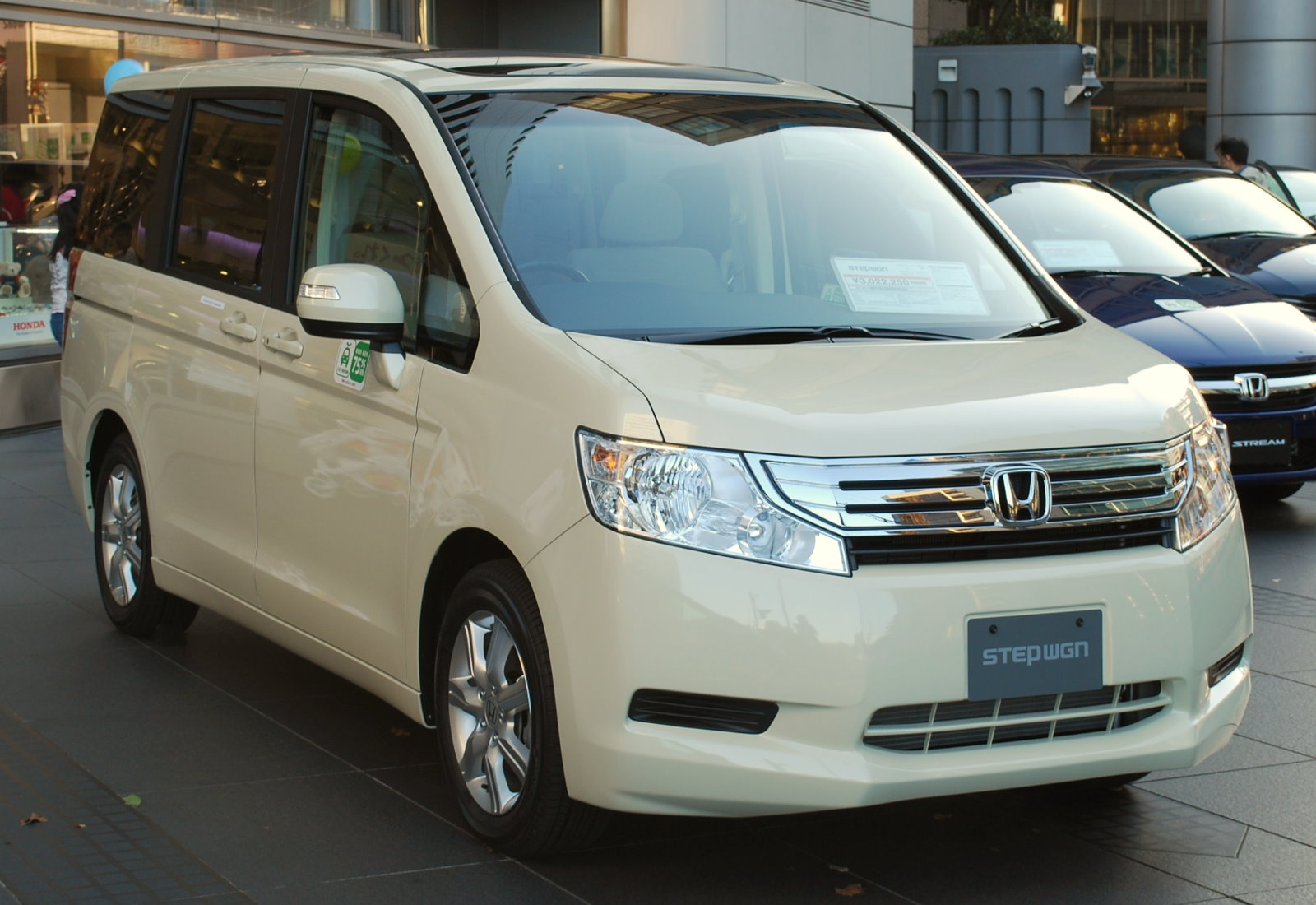
혼다 스텝 왜건(전기형) 정측면

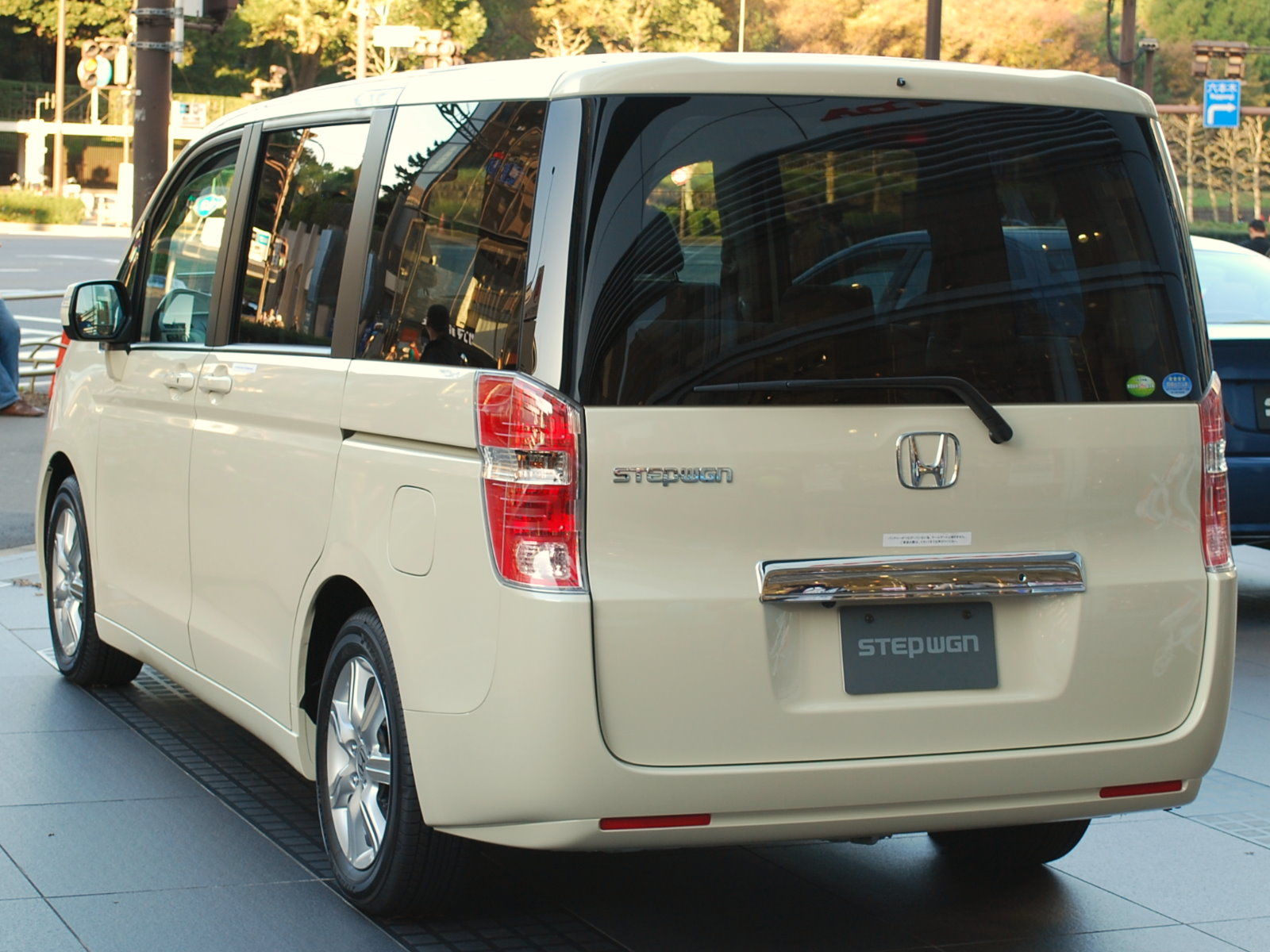
혼다 스텝 왜건(전기형) 후측면

2009년 10월 9일에 선보였다. 전장을 50mm(스파다는 30mm), 전고를 45mm 각각 늘려 3세대에서 이루어진 다운 사이징에서 역행하는 형태가 되었지만, 여전히 전폭 1,700mm 미만의 5 넘버 사이즈를 유지했다. 또한 개방감을 높이기 위해 유리 영역을 확대하고, 일부 트림에는 세계 최대의 유리 면적(전·후 1,400mm×좌·우 840mm)을 자랑하는 스카이 루프를 적용했다. 2012년 4월 5일에 페이스 리프트를 거쳤다.

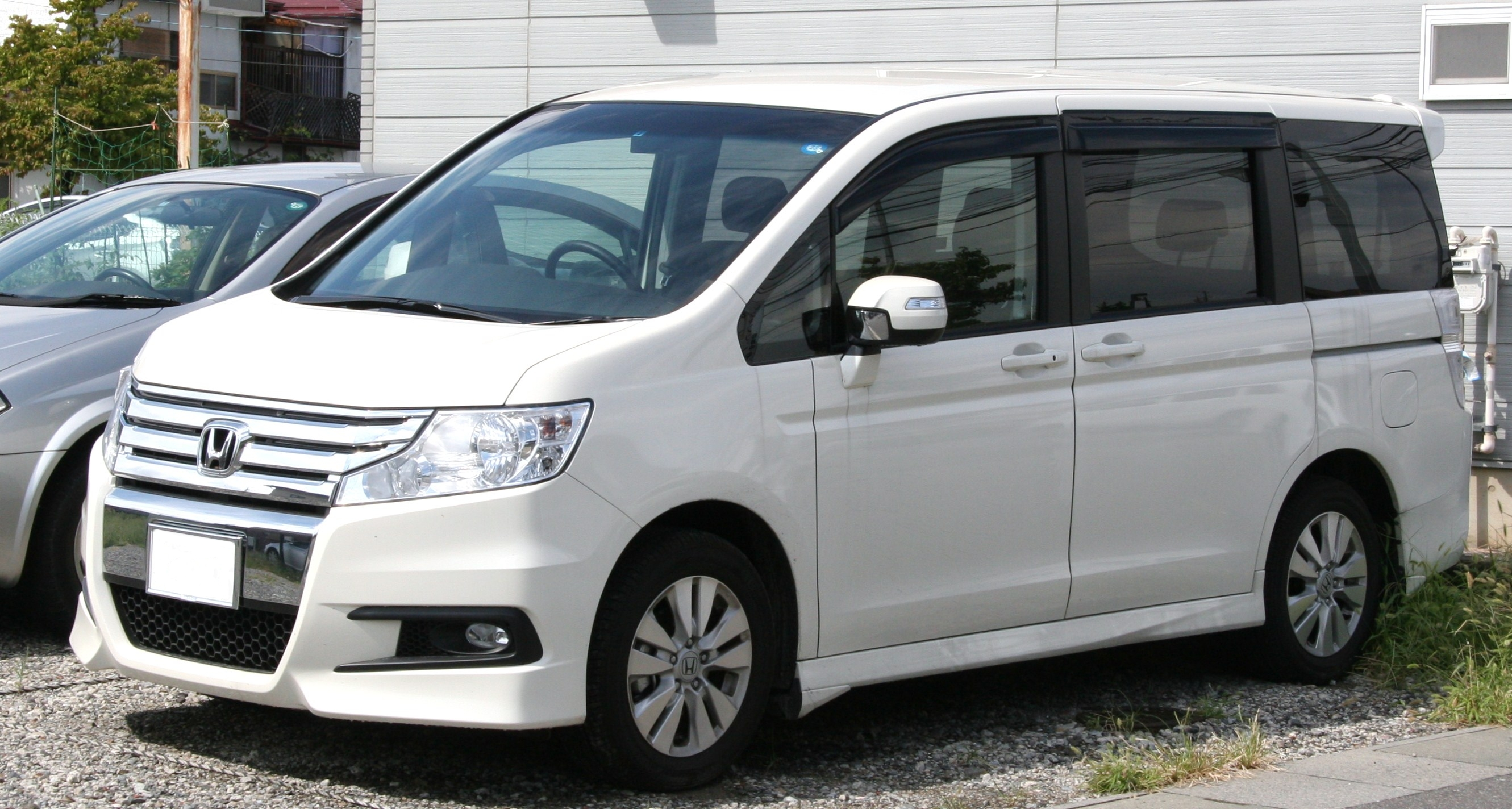
혼다 스텝 왜건 스파다(전기형) 정측면
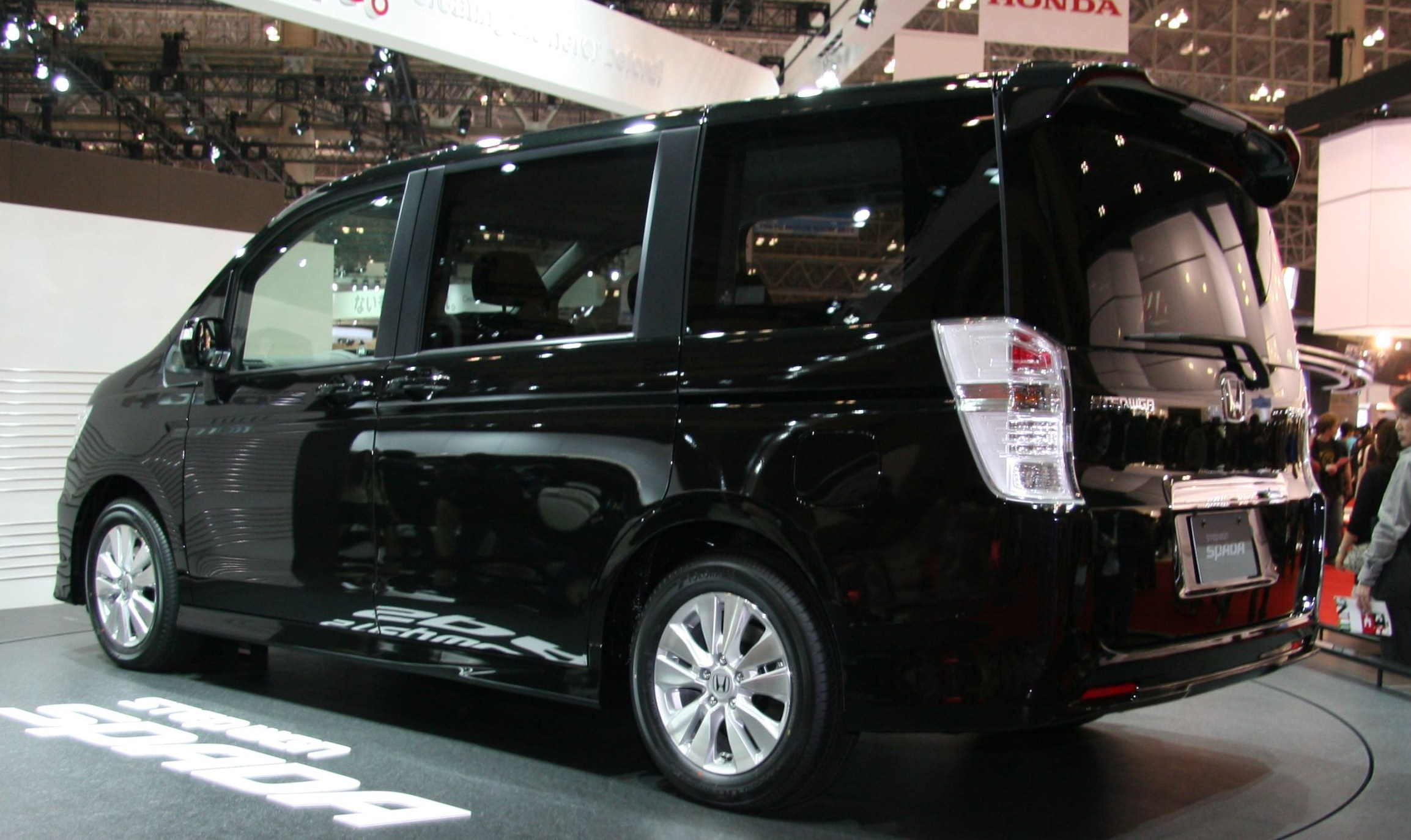
혼다 스텝 왜건 스파다(전기형) 후측면
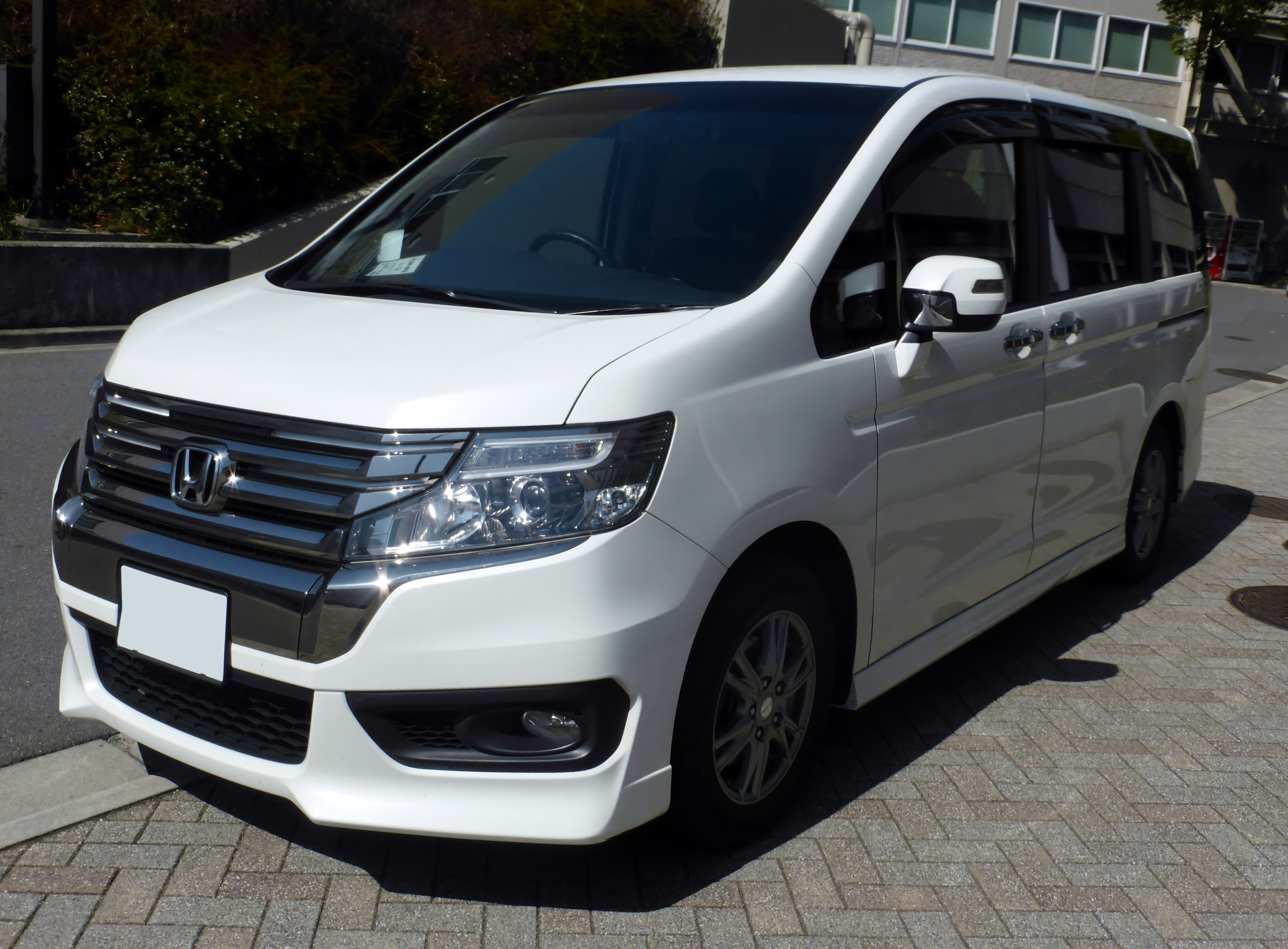
혼다 스텝 왜건 스파다(후기형) 정측면
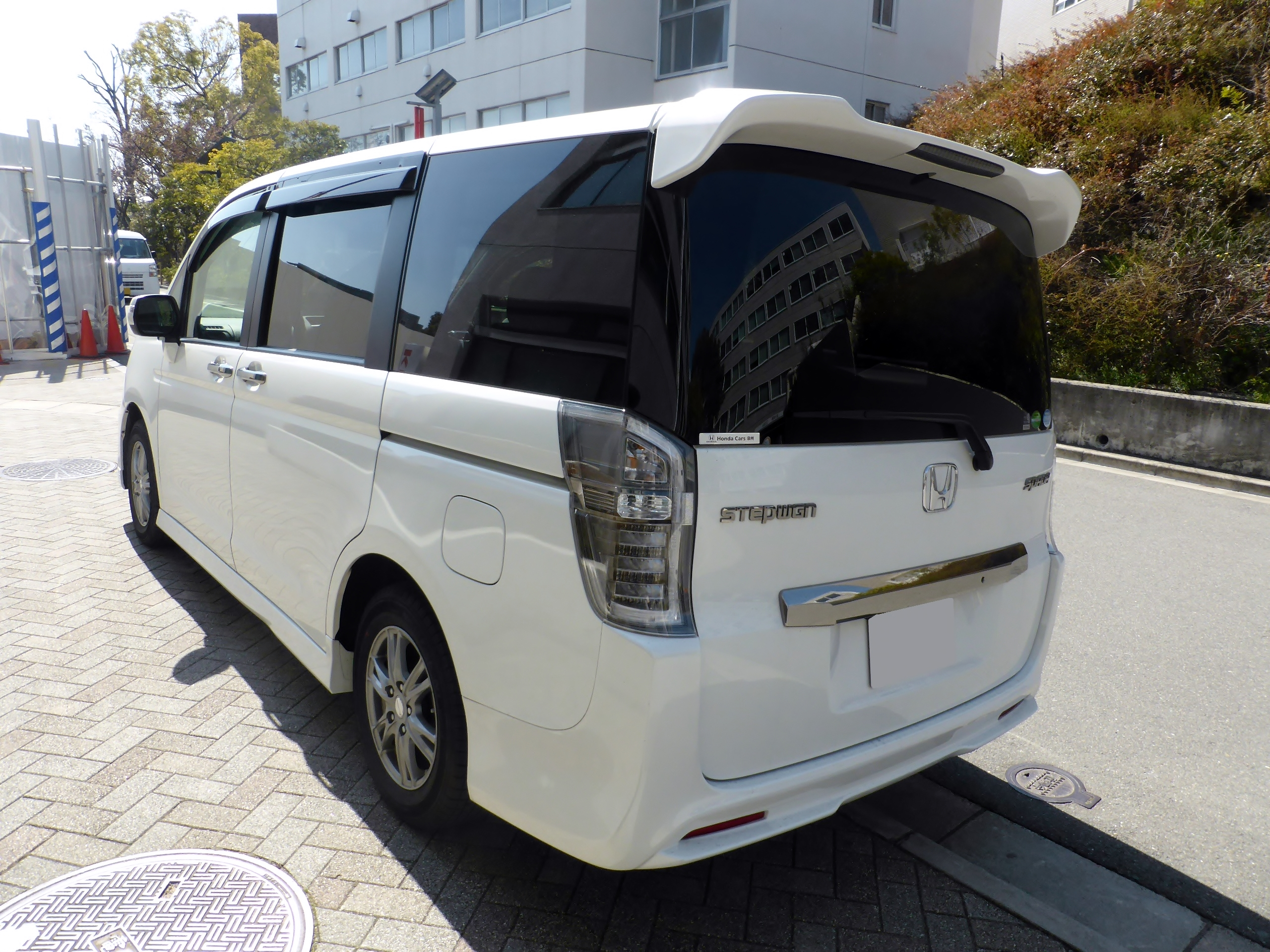
혼다 스텝 왜건 스파다(후기형) 후측면
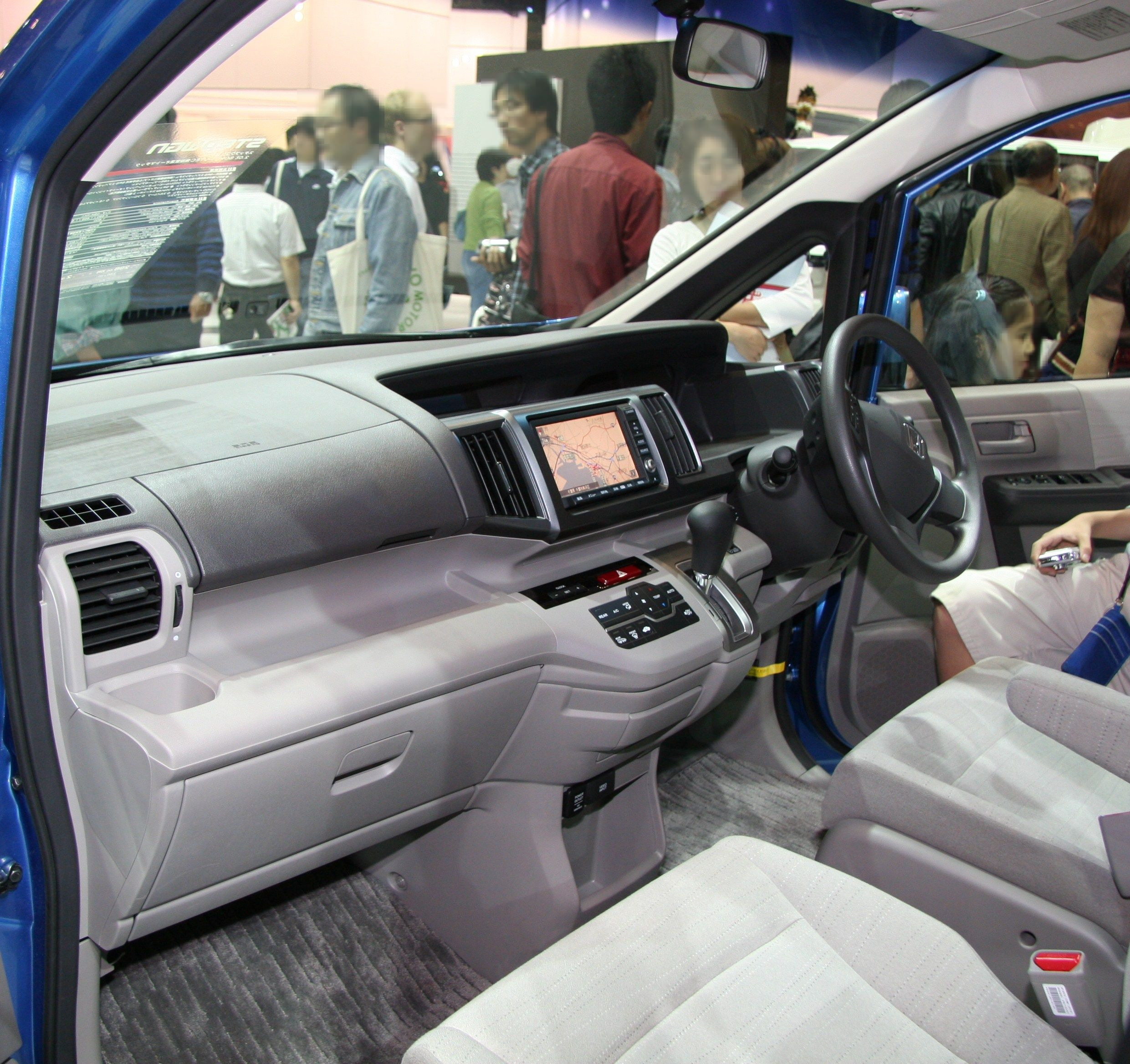
혼다 스텝 왜건(전기형) 실내

## 5세대

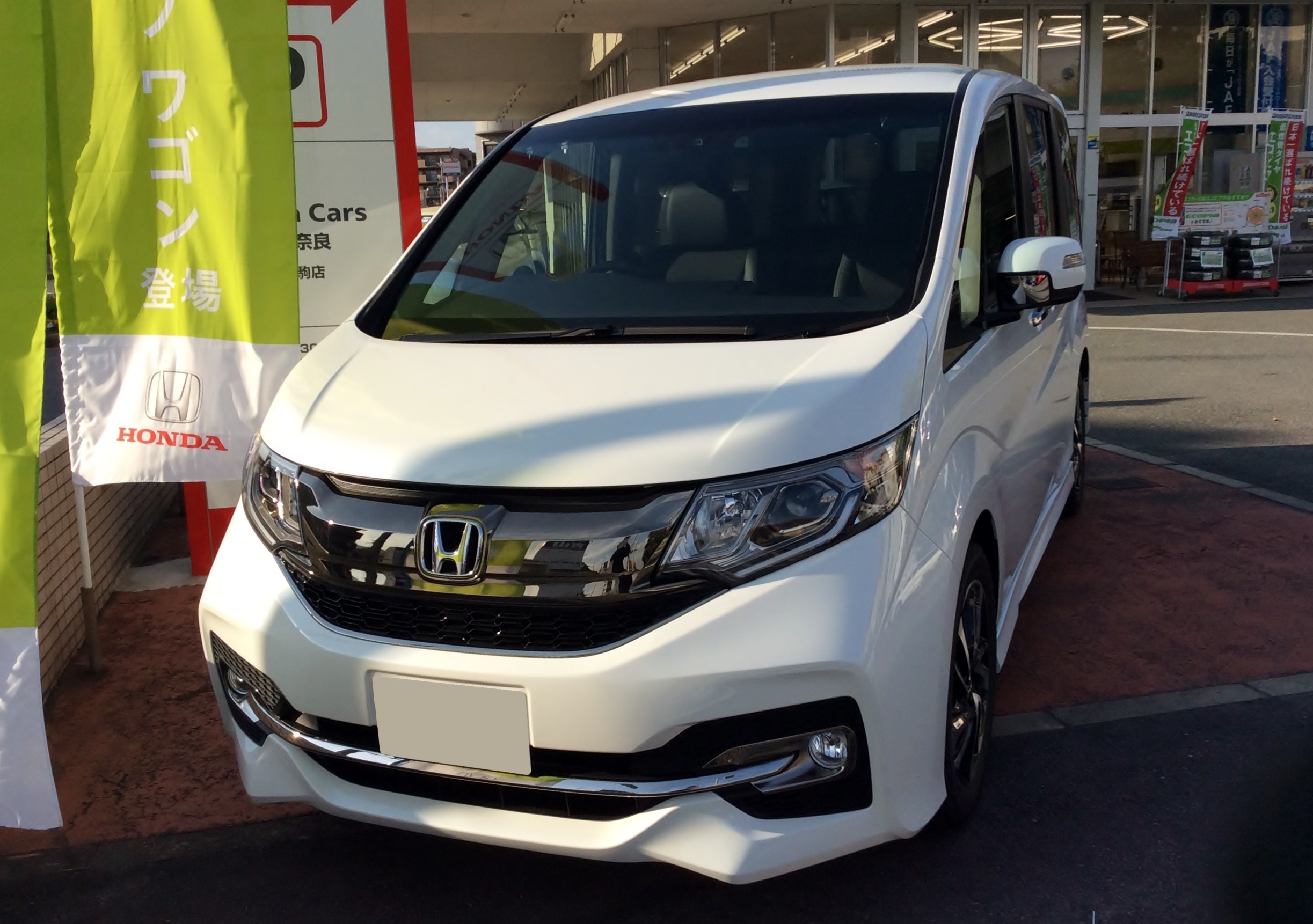
혼다 스텝 왜건 스파다 정측면

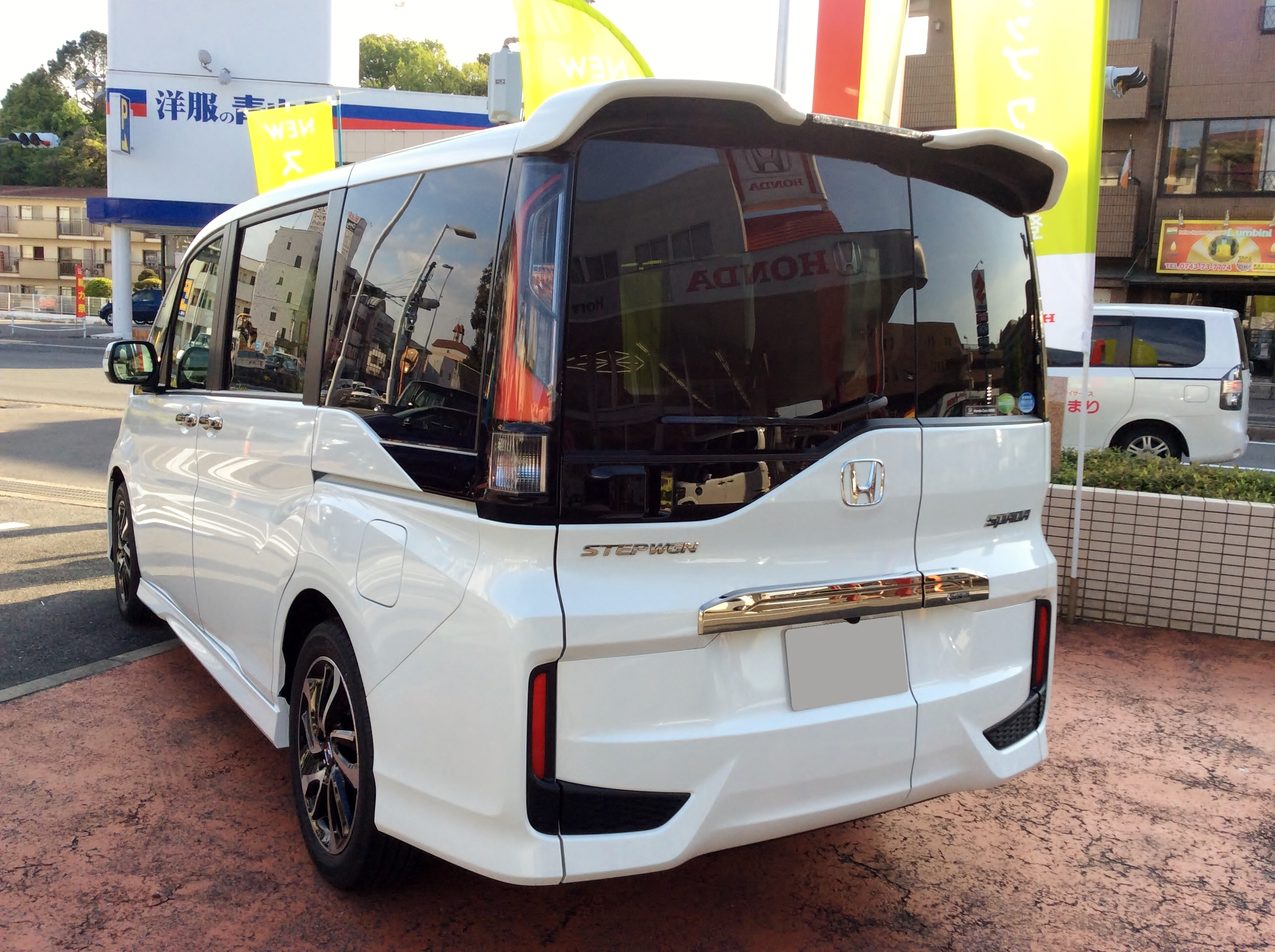
혼다 스텝 왜건 스파다 후측면

2015년 4월 23일에 출시되었다. 엔진은 제이드와 같은 1.5L 터보 엔진이 적용되어 다운 사이징에 합류했으며, 여기에 CVT를 조합했다. 해치 게이트를 옆으로 또는 위로 여닫을 수 있다는 게 특징으로, 어린이나 작은 짐을 보다 쉽게 꺼내기 위해 7:3의 비율로 옆으로 여닫을 수 있다. 이를 위해 뒷 범퍼를 없애고, 테일 게이트를 끝까지 늘리는 방법을 택했다. 2017년 9월에 페이스 리프트를 감행했다.

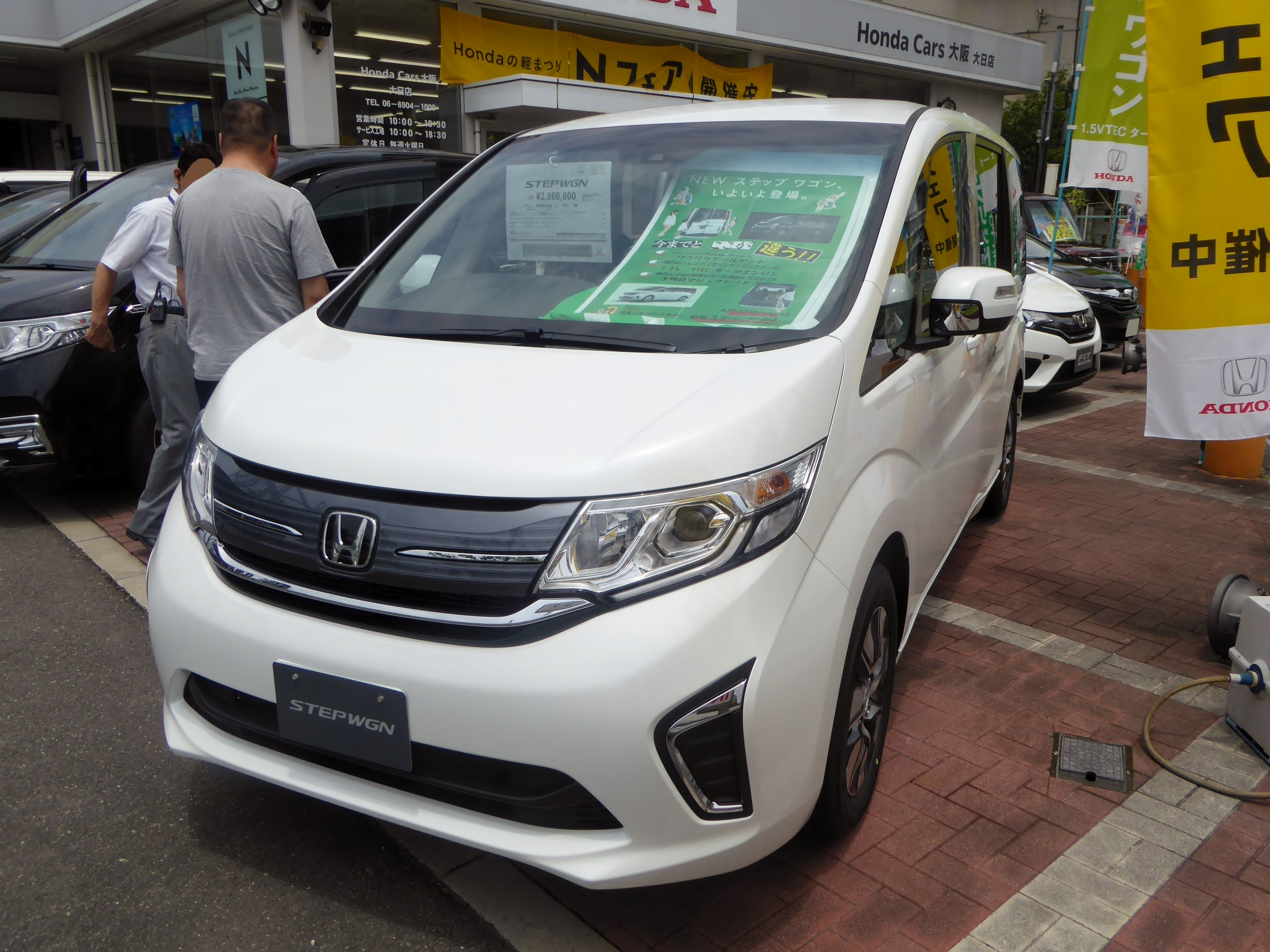
혼다 스텝 왜건 정측면
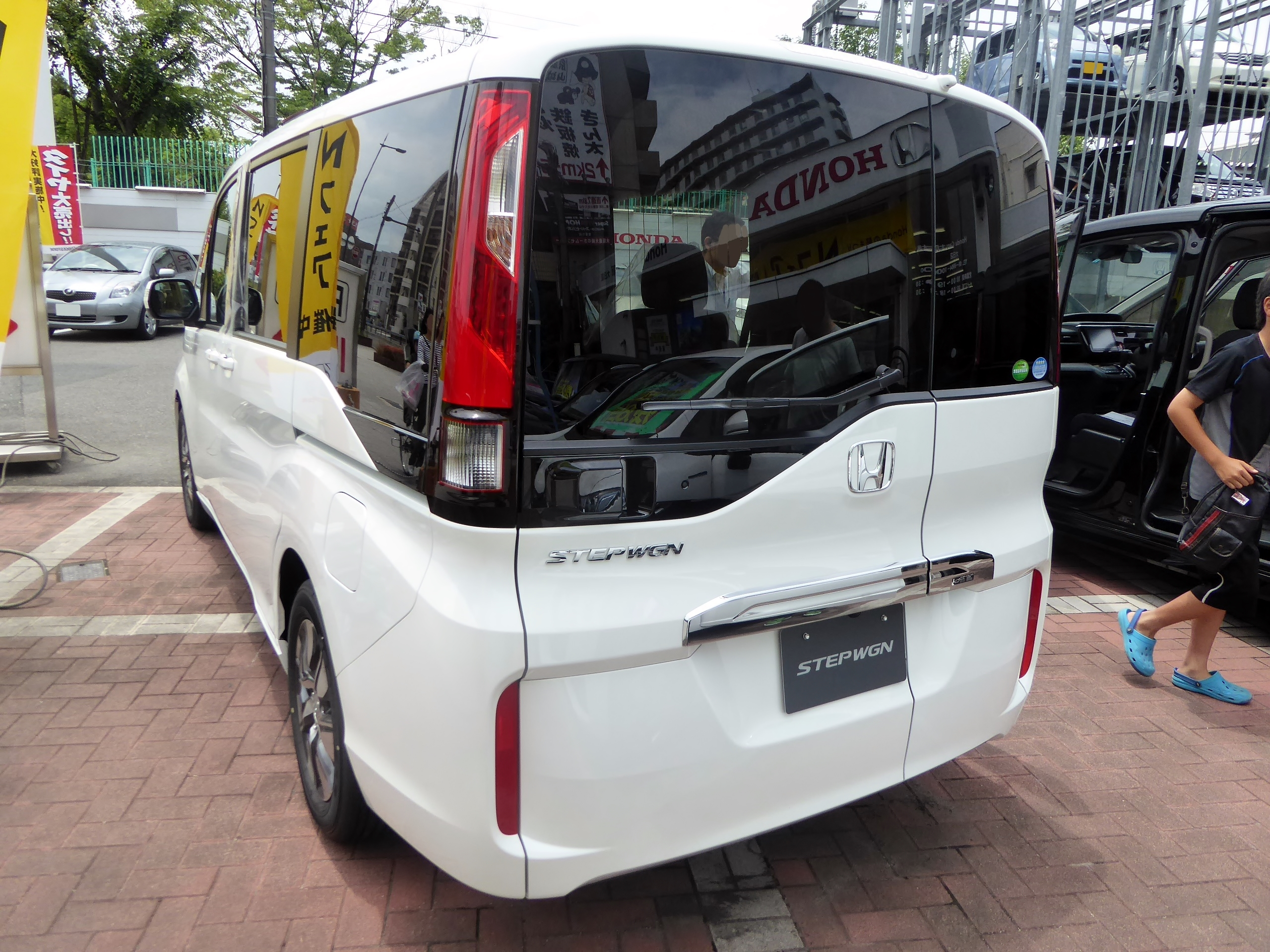
혼다 스텝 왜건 후측면
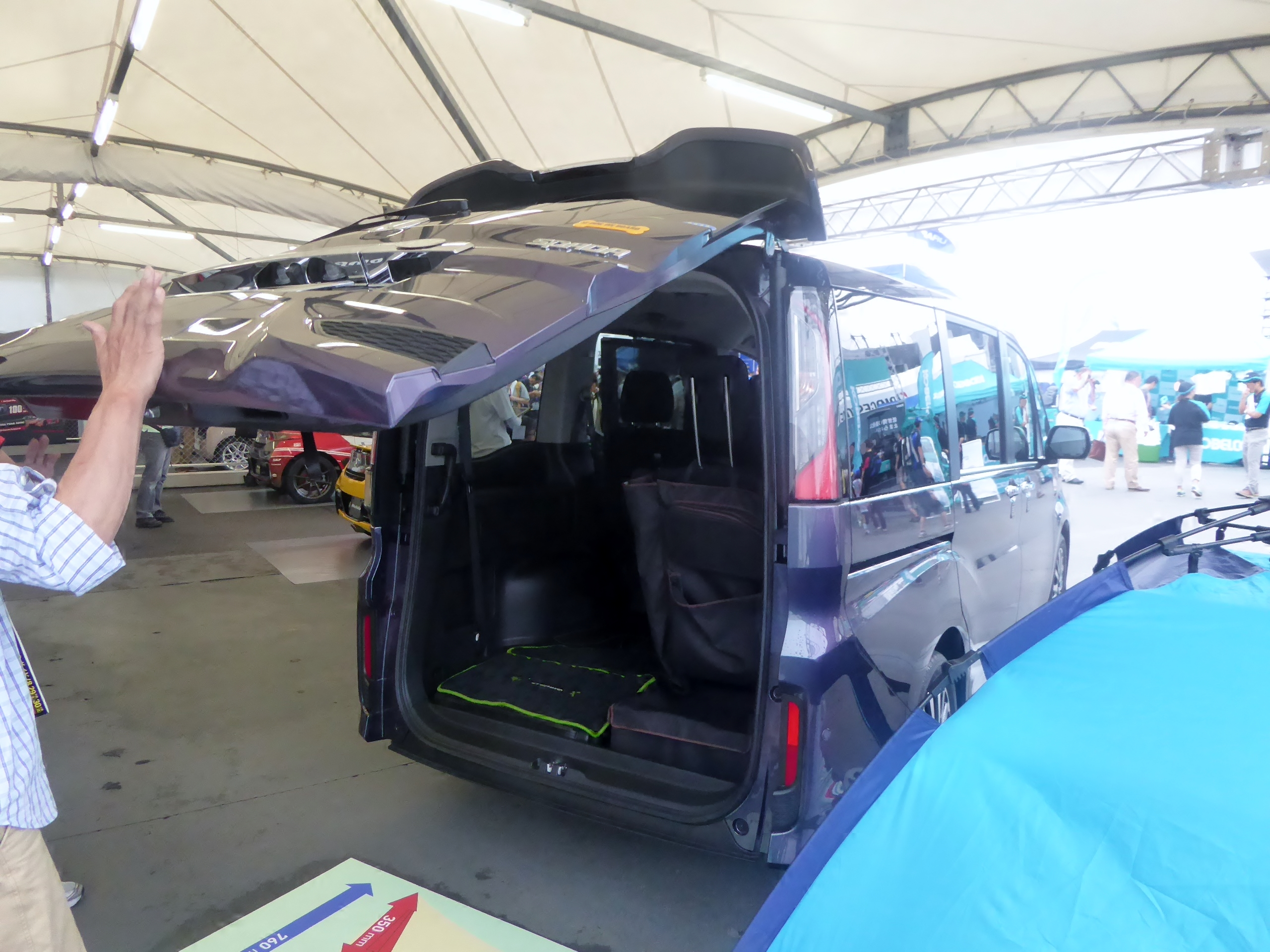
트렁크가 위로 열리는 모습
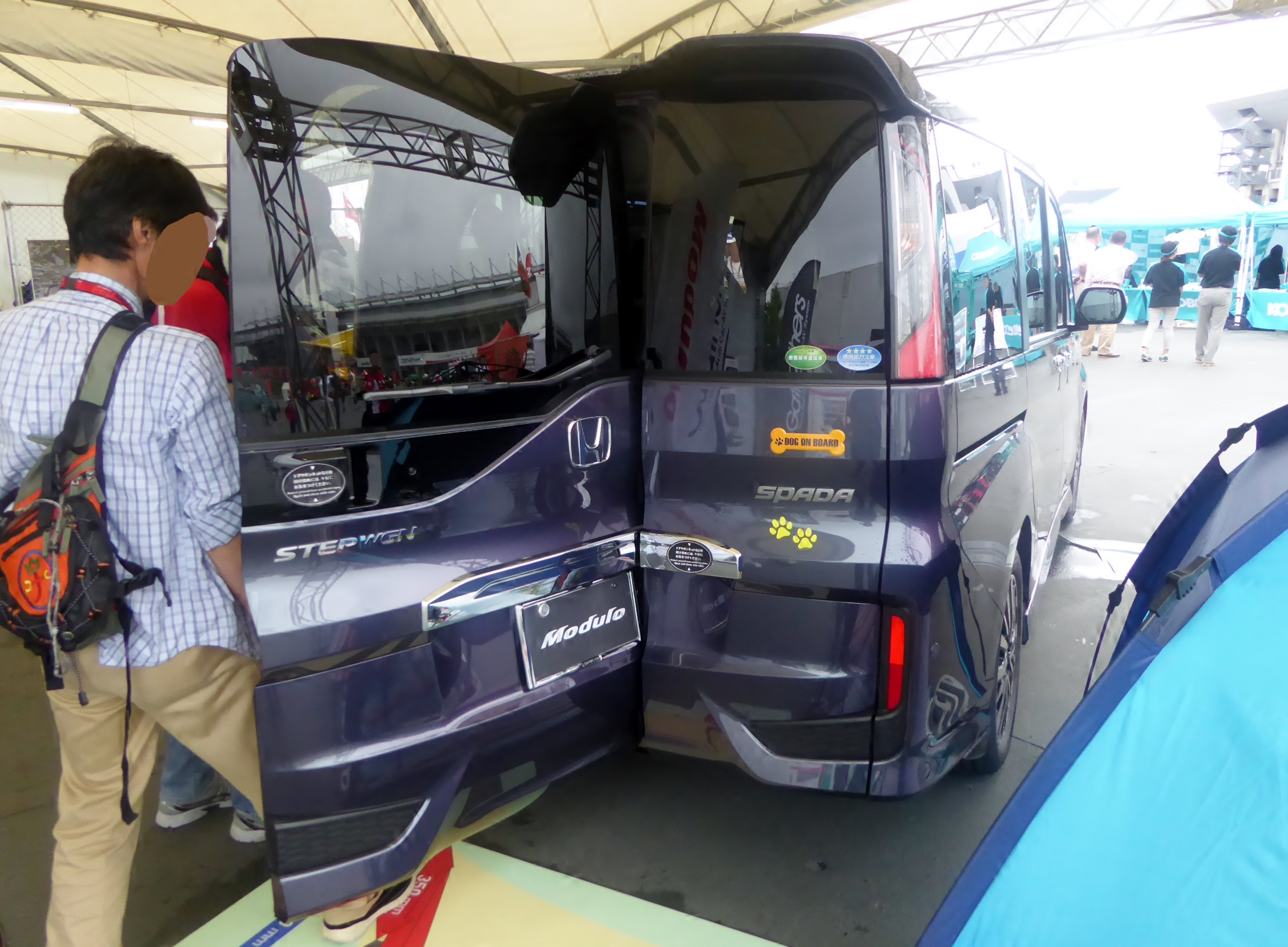
트렁크가 옆으로 열리는 모습
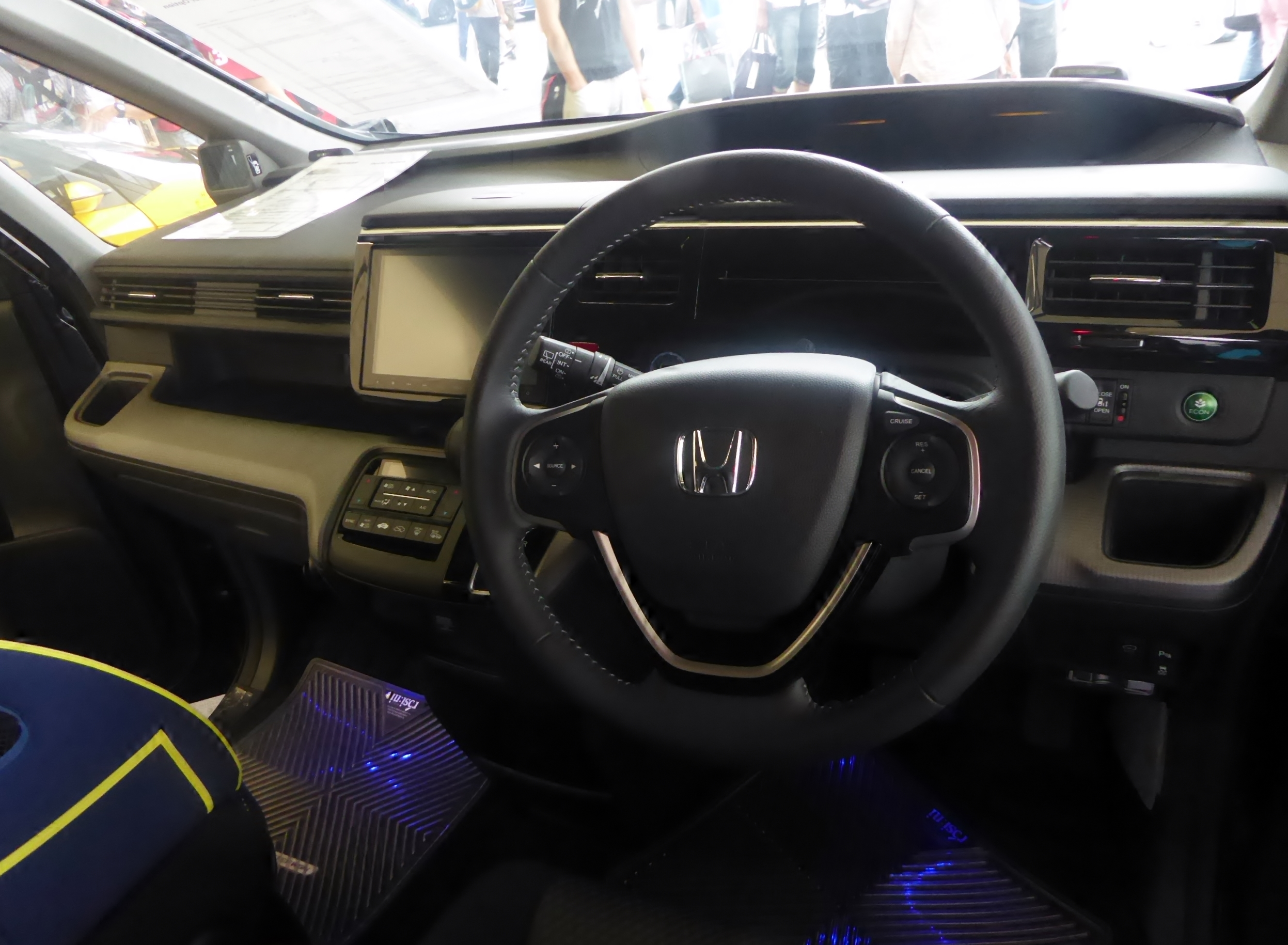
혼다 스텝 왜건 스파다 실내

## 6세대
2022년 1월 7일 12시에 디자인이 공개되었고, 2세대와 같이 다소 각진 스타일이 특징이다. 판매는 동년 봄부터 이루어질 예정이다.